# Elche
Elche (cooficialmente en valenciano: Elx ; pronunciado /ɛltʃ/) es una ciudad y un municipio de España situado en la provincia de Alicante, en la Comunidad Valenciana. Capital del Bajo Vinalopó, su población es de 243 128 habitantes (INE 2024), siendo la población de su casco urbano de 193 077 habitantes (INE 2023). De esta forma, es la segunda ciudad más poblada de la provincia de Alicante y la tercera de la Comunidad Valenciana, la decimonovena de España y la cuarta mayor ciudad del país sin rango de capital de provincia, desde el punto de vista de población compacta, por detrás de Vigo, Gijón y Hospitalet de Llobregat. El área metropolitana de Alicante-Elche, que la agrupa con la conurbación de Alicante-San Vicente del Raspeig-San Juan de Alicante y con las localidades próximas de Santa Pola y Crevillente, es la octava más poblada de España, con más de 870 000 habitantes.
En el siglo V a. C. fue fundada la ciudad ibera de Helike. Con la llegada de los romanos, se desarrolló un proceso de formación de una colonia poblada con veteranos de las guerras cántabras, que pasaría a llamarse Colonia Iulia Illici Augusta, en torno al año 26 a. C. Bajo el dominio musulmán en la Edad Media, la ciudad se estableció en su emplazamiento actual. A raíz de la reconquista cristiana, alrededor del año 1250, la ciudad pasó a la Corona de Castilla. En el año 1265, los musulmanes fueron expulsados de la ciudad tras una rebelión y, en 1305, Elche fue cedida al Reino de Valencia. Fue durante el reinado de Amadeo I en 1871, cuando el monarca le otorgó el título de ciudad. Durante los años 1960 y 1970, la ciudad experimentó un fuerte aumento de población ligado a la industrialización, que convertiría a Elche en uno de los principales productores de calzado de Europa, dando origen a marcas internacionales como Pura López, Panama Jack o Kelme.
El Palmeral y el Misterio de Elche están declarados Patrimonio de la Humanidad y Obra Maestra del Patrimonio Oral e Intangible de la Humanidad respectivamente por la Unesco, siendo símbolos de identidad y principales atractivos turísticos de esta ciudad de tradición industrial. Asimismo, el Centro de Cultura Tradicional Museo Escolar de Puçol está incluido en el registro de buenas prácticas de salvaguardia del Patrimonio Cultural Inmaterial de la Humanidad también por la Unesco.
Elche es el único lugar del mundo en el que la elaboración artesanal de palma blanca persiste. El ayuntamiento envía anualmente para la Semana Santa palmas blancas a autoridades eclesiásticas y políticas, como a los reyes de España, el papa o el presidente del Gobierno.

## Símbolos

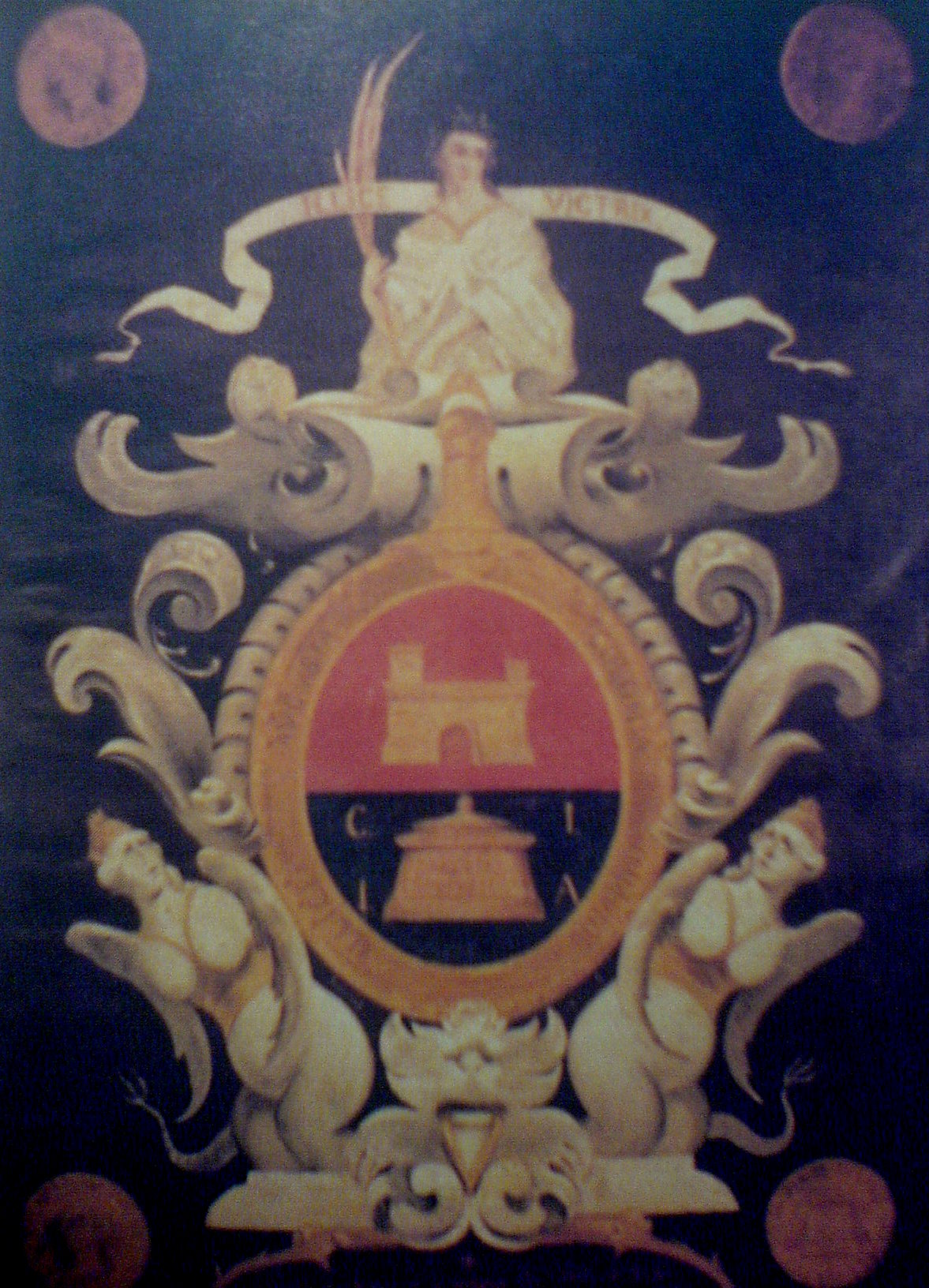
Escudo de Elche en el salón de plenos del ayuntamiento

El testimonio escrito más antiguo del escudo de armas de la ciudad del que se tiene constancia es el privilegio dado a Elche por el rey Alfonso X de Castilla el 27 de enero de 1270, en el que concede, entre otras mercedes, el uso de sello y señera. Según el acta del Consejo celebrado en la basílica de Santa María, esta merced estuvo aún en vigor en el año 1383. Hasta el siglo XVII, el escudo estaba integrado por la puerta de la ciudad amurallada con dos torres. Es a partir de entonces cuando el escudo en forma ovalada se divide en dos partes, la superior con la puerta y torres en el campo de gules y el inferior con el ara y las iniciales C-I en la línea superior e I-A en el campo de azur y alrededor la leyenda Colonia Iulia Illice Augusta, coronado todo el conjunto por una matrona romana con una palma en la mano.
El Himno Oficial de Elche, titulado Himno a Elche, fue compuesto por el ilicitano Alfredo Javaloyes López y escrito por Juan Ferrer. Una las canciones célebres en la ciudad es la habanera Aromas ilicitanos para la Noche de la Alborada del 13 de agosto de cada año con motivo de las fiestas en honor a la patrona de la ciudad, la Virgen de la Asunción.

## Toponimia
El primer nombre del que se tiene constancia documentada es el de Illici en latín (pronunciado Il·liki o Iliki), en una inscripción hallada en Italia donde, haciendo referencia a una persona originaria de Elche, aparece Illici como el nombre que dieron los romanos a la colonia de Hispania. Todo apunta a que este hubiera podido derivar del nombre que los iberos daban a su poblado antes de la llegada de los romanos. Siguiendo esta línea, según el historiador Abel Soler, el topónimo podría provenir del ibero Ili Ike, es decir, 'la ciudad de la loma', con lo que, curiosamente, el nombre de la población tendría el mismo significado que le dieron los árabes (Al-kudya).
Constan documentos con el nombre de Helike en griego realizados por los historiadores clásicos Diodoro Sículo y Claudio Ptolomeo. Fue bajo la dominación visigoda cuando el nombre de Illici comienza a adoptar formas diversas con aparición de la E en sustitución de la I como son Elici, Elice o Elece. En la división de al-Ándalus, llevada a cabo por Yusuf ibn Abd ar-Rahman al-Fihri aparece ﺍﻟﺶ (pronunciado Alsh), como el nombre árabe de Elche en el siglo VIII. A partir de 1305, ya en la Corona de Aragón, la ciudad pasa a ser denominada en valenciano con los nombres de Elch, Eltx o Elx. Desde mediados del siglo XV, Elig se convertiría en la ortografía habitual de la ciudad, hasta que cayese en desuso tras la promulgación de los Decretos de Nueva Planta en el año 1707, por los cuales se institucionalizaba la forma actual castellanizada en la documentación oficial del Reino. Tras las Normas de Castellón en 1932, existió una cierta controversia sobre si el nombre en valenciano debía ser escrito como Elx o como Elig, no obstante fue el ayuntamiento quien acabó optando por la primera grafía.

## Geografía

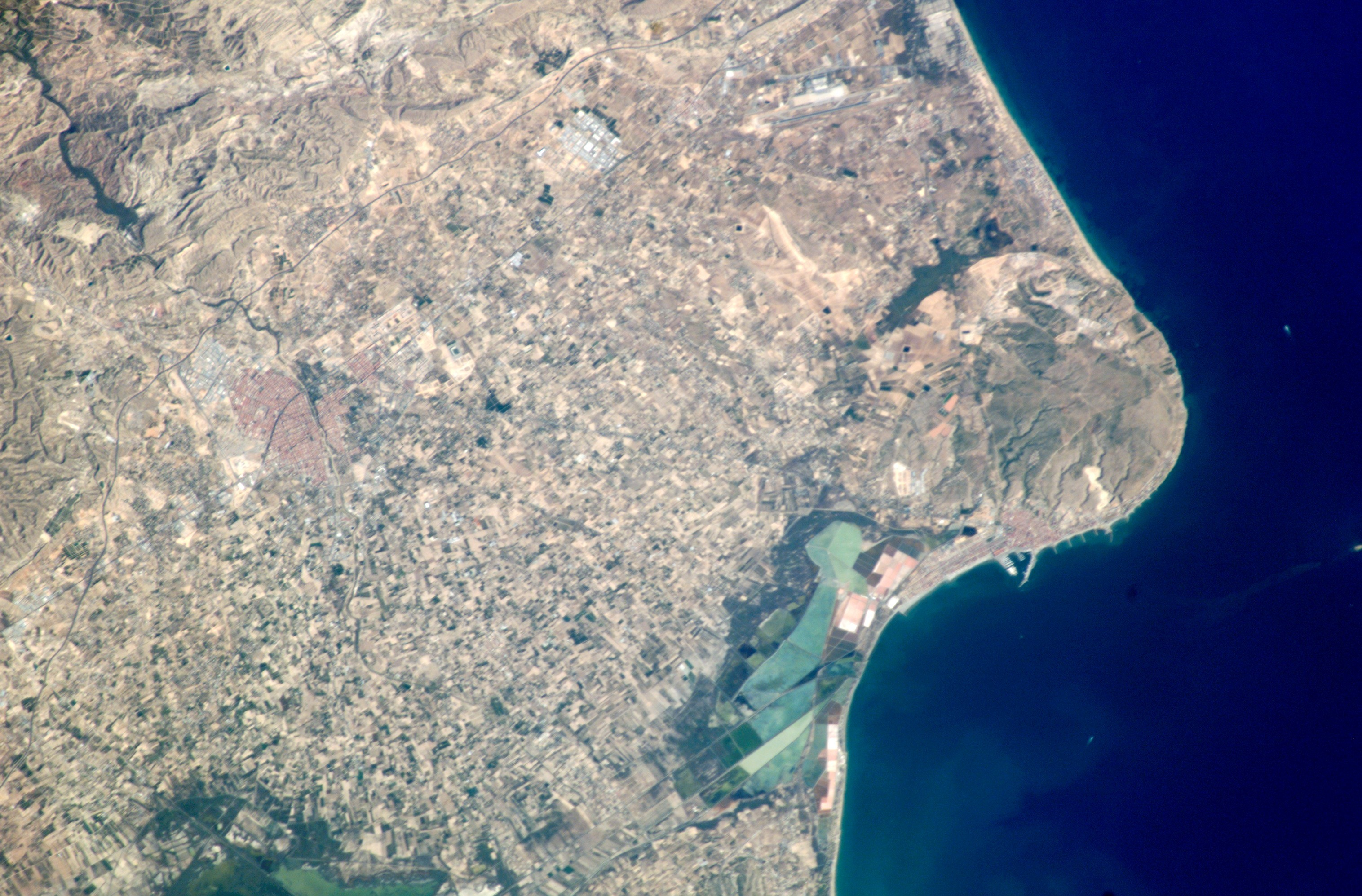
Vista de la ciudad tomada desde la Estación Espacial Internacional

La ciudad de Elche se ubica próxima a la costa mediterránea de la provincia de Alicante, al sureste de España, a 20 kilómetros al suroeste de la ciudad de Alicante. Las coordenadas de la ciudad son latitud: 38° 16′ 01″ N, longitud: 0° 41′ 54″ O, tiene una extensión de 326,5 km² y se encuentra a una altitud media de 86 m sobre el nivel del mar según la Dirección General del Instituto Geográfico Nacional.
Elche limita con los otros dos municipios que forman parte de la comarca del Bajo Vinalopó, Crevillente y Santa Pola. Al norte, el término municipal limita con Aspe y Monforte del Medio Vinalopó, y con la ciudad de Alicante (en la comarca del Campo de Alicante). Al sur se encuentra Dolores, San Fulgencio y Guardamar de la Vega Baja del Segura.
| Noroeste: Aspe        | Norte: Monforte del Cid      | Nordeste: Alicante                               |
| Oeste: Crevillente    |                              | Este: Mar Mediterráneo y Santa Pola              |
| Suroeste: Crevillente | Sur: Dolores y San Fulgencio | Sureste: Mar Mediterráneo y Guardamar del Segura |

### Orografía
Elche se asienta sobre una llanura limitada por el norte por las sierras de la Madera (365 m), Negra (340 m), Tabaiá (403 m) y de la Losa (268 m), últimas estribaciones de las cordilleras Béticas que configuran los variados paisajes del término municipal donde la palmera es un elemento constante y característico. La ciudad es atravesada por el río Vinalopó, de escaso caudal pero con una cuenca que llega a alcanzar los 100 m, la cual divide Elche de norte a sur.
Lo más representativo del paisaje ilicitano es, sin lugar a dudas, el conjunto de huertos que recibe el nombre de Palmeral y que cubre una gran parte de la ciudad y su campo. Destaca el jardín botánico del Huerto del Cura, con la palmera Imperial en el centro de la ciudad, además de diferentes huertos como L'Hort del Monjo de libre acceso. En el término municipal se puede disfrutar de parajes con un importante valor ecológico, como son el parque natural de El Hondo que comparte con Crevillente, el parque natural de las Salinas que comparte con Santa Pola y el paraje natural municipal del Clot de Galvany, que contienen una flora y fauna de gran relevancia a escala autonómica e incluso estatal. Cabe señalar también el embalse de Elche, que reúne las aguas del río Vinalopó que cruzan el municipio, construido en el año 1632 y declarado Bien de Interés Cultural en 2003.

### Litoral

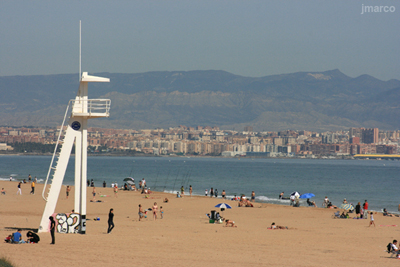
Playa del Altet

El litoral ilicitano tiene una extensión de 12 km, de los cuales 9 son playas formadas por dunas y pinares en un característico paisaje mediterráneo. En la zona septentrional se encuentran las extensas dunas de la playa de El Altet que se prolonga hasta conectar con la playa de Los Arenales del Sol, pedanía y centro turístico con una amplia oferta de servicios, y a continuación se abren las playas de las dunas del Carabassí al pie de la sierra de Santa Pola, todas ellas distinguidas con Bandera Azul. En la parte meridional del término se encuentra El Pinet, La Marina y Les Pesqueres-El Rebollo, playas de aguas transparentes y arena fina rodeadas de pinares, distinguidas las dos últimas también con Bandera Azul.

### Clima
Su clima es mediterráneo árido, de inviernos suaves y veranos muy calurosos y secos. Cuenta con unas temperaturas medias que oscilan entre los 11.º en enero y los 26,5.º en agosto, alcanzándose todos los veranos máximas que superan los 36.º en los días más cálidos debido principalmente a los vientos de poniente que llegan secos y recalentados a la costa mediterránea. Las lluvias son escasas, alrededor de 260–280 mm al año, y se concentran sobre todo en primavera y otoño. En esta última estación se puede dar lluvia provocada por la acumulación de calor en la superficie del mar y la llegada de masas de aire frío polar.
| Parámetros climáticos promedio de Observatorio del Aeropuerto de Alicante-Elche (municipio de Elche) (43 m s. n. m.) (periodo de referencia: 1991-2020, extremos: 1967-presente) | Parámetros climáticos promedio de Observatorio del Aeropuerto de Alicante-Elche (municipio de Elche) (43 m s. n. m.) (periodo de referencia: 1991-2020, extremos: 1967-presente) | Parámetros climáticos promedio de Observatorio del Aeropuerto de Alicante-Elche (municipio de Elche) (43 m s. n. m.) (periodo de referencia: 1991-2020, extremos: 1967-presente) | Parámetros climáticos promedio de Observatorio del Aeropuerto de Alicante-Elche (municipio de Elche) (43 m s. n. m.) (periodo de referencia: 1991-2020, extremos: 1967-presente) | Parámetros climáticos promedio de Observatorio del Aeropuerto de Alicante-Elche (municipio de Elche) (43 m s. n. m.) (periodo de referencia: 1991-2020, extremos: 1967-presente) | Parámetros climáticos promedio de Observatorio del Aeropuerto de Alicante-Elche (municipio de Elche) (43 m s. n. m.) (periodo de referencia: 1991-2020, extremos: 1967-presente) | Parámetros climáticos promedio de Observatorio del Aeropuerto de Alicante-Elche (municipio de Elche) (43 m s. n. m.) (periodo de referencia: 1991-2020, extremos: 1967-presente) | Parámetros climáticos promedio de Observatorio del Aeropuerto de Alicante-Elche (municipio de Elche) (43 m s. n. m.) (periodo de referencia: 1991-2020, extremos: 1967-presente) | Parámetros climáticos promedio de Observatorio del Aeropuerto de Alicante-Elche (municipio de Elche) (43 m s. n. m.) (periodo de referencia: 1991-2020, extremos: 1967-presente) | Parámetros climáticos promedio de Observatorio del Aeropuerto de Alicante-Elche (municipio de Elche) (43 m s. n. m.) (periodo de referencia: 1991-2020, extremos: 1967-presente) | Parámetros climáticos promedio de Observatorio del Aeropuerto de Alicante-Elche (municipio de Elche) (43 m s. n. m.) (periodo de referencia: 1991-2020, extremos: 1967-presente) | Parámetros climáticos promedio de Observatorio del Aeropuerto de Alicante-Elche (municipio de Elche) (43 m s. n. m.) (periodo de referencia: 1991-2020, extremos: 1967-presente) | Parámetros climáticos promedio de Observatorio del Aeropuerto de Alicante-Elche (municipio de Elche) (43 m s. n. m.) (periodo de referencia: 1991-2020, extremos: 1967-presente) | Parámetros climáticos promedio de Observatorio del Aeropuerto de Alicante-Elche (municipio de Elche) (43 m s. n. m.) (periodo de referencia: 1991-2020, extremos: 1967-presente) |
| Mes | Ene. | Feb. | Mar. | Abr. | May. | Jun. | Jul. | Ago. | Sep. | Oct. | Nov. | Dic. | Anual |
| --- | --- | --- | --- | --- | --- | --- | --- | --- | --- | --- | --- | --- | --- |
| Temp. máx. abs. (°C) | 28.3 | 29.2 | 34.8 | 35.2 | 38.0 | 38.9 | 42.4 | 41.9 | 39.8 | 34.3 | 31.0 | 27.0 | 42.4 |
| Temp. máx. media (°C) | 16.8 | 17.4 | 19.4 | 21.3 | 24.2 | 27.9 | 30.2 | 30.8 | 28.3 | 24.8 | 20.2 | 17.4 | 23.3 |
| Temp. media (°C) | 11.7 | 12.3 | 14.1 | 16.2 | 19.3 | 23.1 | 25.8 | 26.4 | 23.8 | 20.0 | 15.4 | 12.5 | 18.4 |
| Temp. mín. media (°C) | 6.7 | 7.1 | 8.8 | 11.1 | 14.4 | 18.3 | 21.3 | 22.0 | 19.2 | 15.1 | 10.5 | 7.6 | 13.5 |
| Temp. mín. abs. (°C) | -2.6 | -1.4 | -0.9 | 1.7 | 6.4 | 10.3 | 13.6 | 14.0 | 10.0 | 5.0 | -0.2 | -3.8 | -3.8 |
| Precipitación total (mm) | 25 | 17 | 24 | 29 | 20 | 8 | 3 | 10 | 41 | 33 | 30 | 26 | 266 |
| Días de precipitaciones (≥ 1 mm) | 3.3 | 2.7 | 3.6 | 3.5 | 2.6 | 1.2 | 0.5 | 1.1 | 3.2 | 3.9 | 3.8 | 3.4 | 32.8 |
| Días de nevadas (≥ 0.01 mm) | 0.0 | 0.0 | 0.0 | 0.0 | 0.0 | 0.0 | 0.0 | 0.0 | 0.0 | 0.0 | 0.0 | 0.0 | 0.0 |
| Horas de sol | 186 | 184 | 223 | 249 | 288 | 318 | 341 | 310 | 243 | 217 | 177 | 170 | 2922 |
| Humedad relativa (%) | 61 | 60 | 60 | 57 | 58 | 56 | 58 | 61 | 62 | 64 | 63 | 63 | 60 |
| Fuente: Agencia Estatal de Meteorología | | | | | | | | | | | | | |

## Historia

### Prehistoria y protohistoria

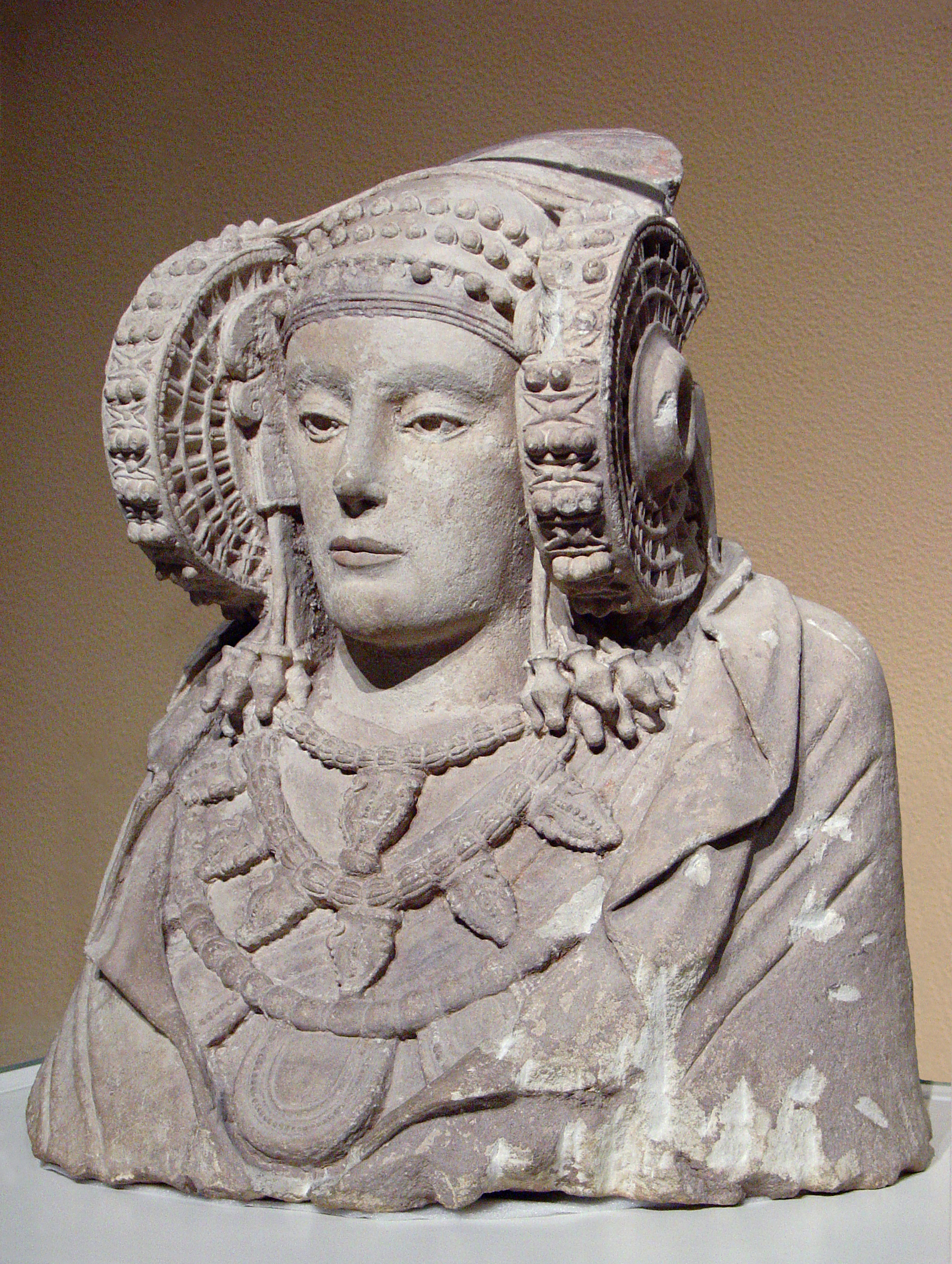
La Dama de Elche fue descubierta el 4 de agosto de 1897. Tallada en piedra caliza, está datada entre los siglos y Mide 56 cm de altura y tiene en su espalda una cavidad casi esférica de 18 cm de diámetro y 16 de profundidad que posiblemente servía para introducir reliquias, objetos sagrados o cenizas como ofrendas al difunto. Lleva una túnica azul de fino lino, mantilla sostenida por una peineta o tiara con pigmentos rojizos. Sobre ésta, un manto de color marrón en su origen de tela gruesa y pesante la cubría

Los orígenes de Elche se remontan hacia el año 5000 a. C., en la era del Neolítico (Edad Moderna de la piedra), cuando los primeros hombres poblaron la ladera noreste de lo que hoy se conoce como La Alcudia, al sur del actual emplazamiento de la ciudad, en donde se han hallado cerámicas impresas, tanto cardiales como incisas. Durante la Edad del Cobre, la población estuvo diseminada en grupos o clanes asentados en aldeas cerca del río Vinalopó. Se han encontrado en los alrededores del yacimiento de la Alcudia restos de alguna agrupación de cabañas alineadas formando unas rudimentarias calles. En el siglo V a. C. se fundó la ciudad ibera de Helike, momento en el que se esculpe el busto conocido como la Dama de Elche, escultura de una supuesta sacerdotisa que constituye una de las más importantes obras del arte ibérico.

### Edad Antigua
En el 203 a. C., Cayo Flaminio al mando del ejército romano conquista el poblado ibero. Destruido por las tropas cartaginesas, con la llegada de los romanos se desarrolló un proceso de formación de una colonia poblada con veteranos de las guerras cántabras, que pasaría a llamarse Colonia Iulia Ilici Augusta, probablemente en torno al año 26 a. C. En esta etapa gozó de gran prosperidad y crecimiento urbanístico, teniendo una activa participación en las redes comerciales regionales y mediterráneas para las cuales se dispuso de un puerto, el Portus Ilicitanus (la actual Santa Pola), que sirvió de punto de entrada a los productos que llegaban a la ciudad. De las épocas paleocristiana y visigoda es la Basílica de Ilici, muestra de la importancia de la ciudad como sede episcopal. En la Hispania visigoda, fue sede episcopal de la iglesia católica, sufragánea de la Archidiócesis de Toledo que comprendía la antigua provincia romana de Carthaginense en la diócesis de Hispania.

### Edad Media

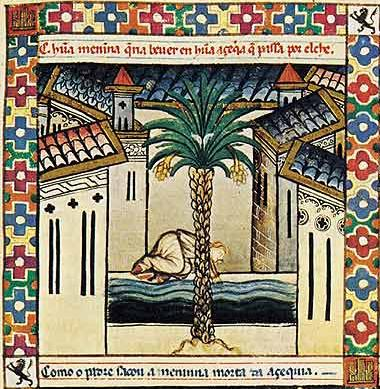
Cantiga de Santa María número 133 en
la que se narra un milagro que sucedió en Elche,

Bajo el dominio musulmán en la Edad Media, la ciudad se estableció en su emplazamiento actual, en la zona denominada la Vila Murada. Es en esta época de desarrollo agrícola cuando se introdujo un complejo sistema de regadío. A mediados del siglo XIII, Elche formaba parte de la taifa de Murcia.
En virtud del tratado de Almizra firmado en 1244 por el cual las coronas de Castilla y Aragón se repartieron el reino de Murcia, Elche entró dentro de la zona de conquista castellana. La conquista cristiana la efectuó el infante Alfonso (futuro Alfonso X el Sabio) alrededor del año 1250, pasando así Elche a la corona de Castilla. A raíz de la conquista, fue constituido el señorío de Elche, encomendado al Señor de Villena, el infante Manuel, hermano de Alfonso X y padre de uno de los grandes escritores castellanos de la Edad Media, don Juan Manuel.
Tras una sublevación musulmana en el año 1265, Alfonso X de Castilla debió de pedir ayuda al monarca aragonés Jaime I; este ayudó a los castellanos a recuperar la villa, junto con los territorios cercanos. Como represalia, los musulmanes fueron expulsados de la ciudad y se vieron obligados a edificar una nueva población en las cercanías de la Vila Murada, conocida actualmente como el Raval de San Juan. En 1296, Jaime II de Aragón atacó los territorios castellanos situados en la mitad sur de la provincia de Alicante y conquistó, entre otros lugares, la ciudad de Elche. En 1305 se firmó en la villa el Tratado de Elche, un acuerdo realizado entre los reinos de Castilla y Aragón en donde se fijaron nuevos límites fronterizos de estos reinos, pasando Elche, junto con otros lugares como Alicante u Orihuela, al Reino de Valencia. Sin embargo, el señorío siguió en manos del castellano don Juan Manuel, Príncipe de Villena.
En el siglo XIV, concretamente el día 4 de mayo de 1334, en la catedral de Santa Eulalia de Barcelona, el rey de Aragón Jaime II hizo donación con cláusula de reversión a la Corona a su quinto hijo, el infante Ramón Berenguer (1308-1364), conde de Prades, de la Villa de Elche, con su puerto del Cap de l'Aljub (también llamado Aljuge, Algibe o Aljibes), que tomó más tarde el nombre de Pueblo Nuevo y, por último, Santa Pola. El 18 de febrero de 1337, el infante de Aragón concede al Concejo de Elche permiso para edificar una torre en la isla de Santa Pola (o isla Plana), que pertenecía a su término, para guardia de su puerto y de los navegantes. Posteriormente, Elche y Crevillente fueron a manos de Juan de Aragón (hijo de Alfonso IV, el Benigno y Leonor de Castilla) y desde el 8 de agosto de 1358 por el infante Martín, segundo hijo de Pedro IV de Aragón.

### Edad Moderna
Los siglos XVI y XVII son conflictivos socialmente. Por un lado, en las Germanías, la villa aprovechó la ocasión que le brindaba la revuelta agermanada para impedir la toma de posesión en Didac de Cárdenas y proclamar su vinculación a la Corona. El fracaso de dicha revuelta, militarmente estallada por tropas de la aristocracia al frente de las cuales iba el propio señor de Elche y el marqués de Vélez, supuso, una vez más, el estallido del ideal de municipio real bajo-medieval. Por otra, la expulsión morisca, que no solo significó la pérdida de un tercio de la población, puesto que investigaciones recientes muestran que la población musulmana del arrabal no era una simple comunidad campesina unívocamente sometida al poder de los Cárdenas, sino una colectividad que practicaba una agricultura comercializada sobre el área del antiguo Magram.

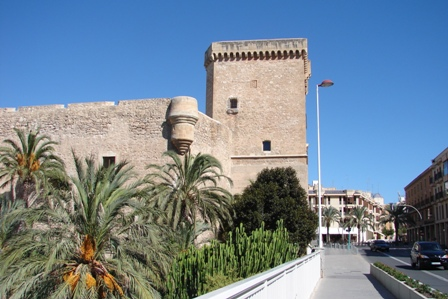
El castillo-palacio de Altamira o alcázar de la Señoría, construido a finales del

La repoblación llevada a término por Jordi de Cárdenas entre 1609 y 1611, intentaba no solo rehacer una grave situación económica que quizás viniera de antes, pero que se aceleró rápidamente con la expulsión, sino recomponer una situación de debilidad política, que fue en aquel momento parcialmente compensada al entrar las oligarquías propietarias urbanas entre los beneficiarios de la repoblación, junto con otros muchos vecinos de extracción social artesana y campesina. Por otra, el nacimiento de una complicada organización social que empezaba a producir una poderosa oligarquía propietaria compuesta por caballeros, ciudadanos, rectores de los municipios, abogados, médicos, notarios y una burguesía de comerciantes, buena parte de la cual era de origen extranjero. Un artesanado muy heterogéneo organizado en gremios y una serie de capas de trabajadores, labradores y campesinos que establecía ya las bases de intercambio y explotación.
Al fin y al cabo con la bajada de rendimientos productivos del campo propiciada por la expulsión morisca, la delincuencia, el bandolerismo y la resistencia señorial, en 1644, con la toma de posesión de Jaime de Cárdenas, hermano y heredero del recientemente fallecido Jordi, son el detonante de una serie de conflictos que se traducen en un tira y afloja entre la villa y la institución señorial que acabaron con la consecución favorable de esta, de la sentencia del pleito de reversión a la Corona en 1697.
Otro aspecto llamativo de la época es el incremento en las actividades urbanas relacionadas con el aceite y el jabón por parte de la oligarquía propietaria local, especialmente los nobles, en plena crisis del siglo. El siglo XVIII empieza marcado por la abolición de los Fueros en 1707, lo cual da la oportunidad de aplicar sin estorbos la jurisdicción señorial, que crea la figura del alcalde mayor, nombrado personalmente por el señor, por encima de los alcaldes ordinarios y ajena a páramos comunales y propios y vuelve a chocar con la oposición de la villa una vez que esta recupera su dinamismo social a partir de los años treinta. A partir de esta década, hay un crecimiento económico basado en la agricultura orientada hacia la producción de aceite, barrilla y grano que, comercializada a través del puerto de Alicante, posibilita la aparición de nuevas fortunas y recorta las posibilidades de los estratos más bajos. Esta situación, más la estructura administrativa y fiscal de naturaleza feudal actuando en coyunturas de baja producción y retraimiento comercial, provocó crisis como la de los años 60, con el punto álgido del año 1766, en el que la revuelta antiseñorial a favor del libre comercio y de los antiguos usos comunales, al mismo tiempo que denunciaba una situación estructural, marcaba un cambio de ritmo en el crecimiento capitalista estructuralmente unido a la actividad agraria tal y como esta quedó configurada por los procesos revolucionarios burgueses.
La agricultura, sin embargo, no tardaría en entrar en crisis, circunstancia que dio paso al surgimiento de la moderna industria de la alpargata. El cáñamo fue sustituido parcialmente por el yute; según Pedro Ibarra, la primera fábrica fue creada por Josep María Buch, quien aglutinó una serie de telares dispersos que simplemente trabajaban a cambio de materias primas.

### Edad Contemporánea

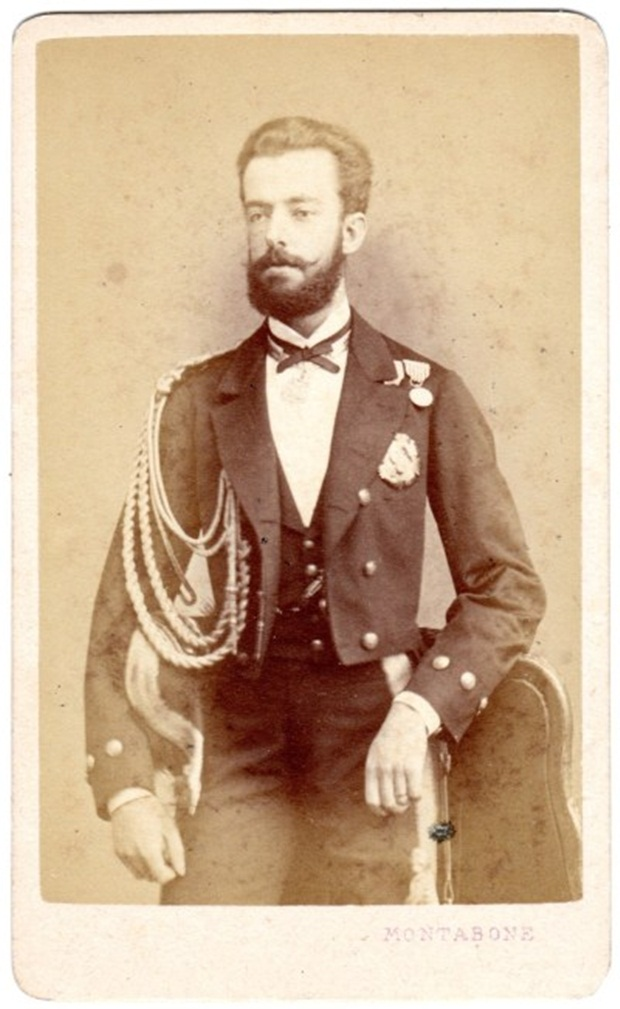
«Elche es una gran ciudad», con estas palabras el monarca español Amadeo I de España otorgó el título de ciudad en 1871

El breve reinado de Amadeo I supuso, en una corta visita a la entonces villa el 16 de marzo de 1871, el otorgamiento del título de Ciudad, el cual se aprobó con un Decreto el 25 de mayo de ese mismo año. En 1875, se instala la primera máquina de coser y se empieza a importar lona de la localidad barcelonesa de Mataró progresivamente sustituida por la propia producción local, a través del uso del telar mecánico para lonas y la máquina de trenzar. Al fin y al cabo provocó una nueva ocupación que básicamente descansaba sobre el trabajo a domicilio, tanto en la ciudad como en el campo. Así, justo antes de la Primera Guerra Mundial, existían unas cien fábricas de alpargatas, yute y trenza, que absorbían cerca del 80 % de la población obrera. El proceso industrializador dejó paso a la aparición de una nueva oligarquía. Esta estaba compuesta por fabricantes de alpargatas —entre los cuales destaca Manuel Gómez Valdivia— y calzado en general, que tuvieron intereses en la agricultura, y empezaron a crear entidades financieras tales como cajas de ahorros, patronales, así como el Centro de Industria Alpargatera.
Durante la dictadura de Primo de Rivera se unieron las clases burguesas y medianas (médicos, funcionarios, abogados, etc.) entre los cuales destacaron Didac Fernández Ripoll, alcalde en varias ocasiones y el banquero Raimón Peral Torres. En esta época se produjo un impulso regeneracionista que impulsaría mejoras para la ciudad, como la red de alcantarillado, la construcción de escuelas y mataderos. Los obreros consecuentemente empiezan a organizarse y crean las primeras unidades de socorro mutuo, sindicatos y partidos políticos.
Es en 1903 cuando se produce la primera huelga en Elche. La Segunda República fue un período convulso con huelgas, cierres patronales, confiscación por parte de las grandes centrales sindicales, entonces UGT y CNT, de 231 fincas, con una superficie de 3356 ha para su explotación colectivista. El sentir mayoritario de la ciudad de Elche optó por el socialismo para regir el ayuntamiento durante la Segunda República. La tensión social entre polos ideológicos estalló con la quema de la basílica de Santa María antes de la guerra. Asimismo hubo numerosos asesinatos arbitrarios contra agricultores de significación derechista en el barranco de La Garganta en Crevillente. Al estallar la guerra civil española, Elche se mantuvo fiel a la República y colaboró activamente con el Ejército Popular movilizando a miles de ilicitanos en diversos batallones. A su vez, las derechas en la retaguardia sufrieron gran persecución y represión, especialmente en el campo de Elche. La torre del Gallo (situada en la pedanía de La Hoya) fue acuartelamiento de los republicanos, que armados realizaron numerosas requisas, detenciones y ejecuciones arbitrarias. El conflicto causó hambre y miseria, así como fuertes represalias por parte del bando vencedor al ser Elche una ciudad mayoritariamente republicana.
La situación económica se empezó a recuperar a partir de los años 50 debido a la industria, y se consolidó entre 1965 y 1975 —durante lo que se conoce como milagro económico español—, con una importante recuperación demográfica propiciada por la migración interior, principalmente desde Andalucía, la Región de Murcia y Castilla-La Mancha.
El sector del calzado fue la seña de identidad ilicitana durante gran parte del siglo XX. A finales de los años 1990 se sumió en una crisis sin precedentes debido a la competencia de las exportaciones procedentes de China y de otros países con bajos costes de producción. Se puede decir que la globalización ha traído consigo una fuerte reestructuración del sector del calzado en Elche. Otras industrias con menor presencia en la ciudad son las del metal, la química, los dulces, la confección y la construcción.
Aprovechando sus tres reconocimientos por la Unesco, el Misterio de Elche, su extenso palmeral y el Museo Escolar de Pusol así como la cesión temporal de la Dama de Elche, ha tenido lugar una reestructuración hacia el sector servicios y el turismo.

## Demografía
Elche cuenta con una población de 243 128 habitantes (INE 2024).
| Gráfica de evolución demográfica de Elche entre 1842 y 2021 |
| |
| Población de derecho según los censos de población del INE Población de hecho según los censos de población del INEEn estos censos se denominaba Elche: 1842, 1857, 1860, 1877, 1887, 1897, 1900, 1910, 1920, 1930, 1940, 1950, 1960, 1970 y 1981 |

El municipio de Elche cuenta con 243 128 habitantes (INE 2024). De ellos, 191 127 habitantes —el 81,61 % de su población— vivía en el casco urbano de Elche y el resto en las numerosas partidas rurales y pedanías con las que cuenta el municipio.
En 1900, Elche contaba con 27 308 habitantes y era la cuarta ciudad de la provincia de Alicante por detrás de Alicante, Alcoy y Orihuela. Hasta 1940 creció al mismo ritmo que Alcoy y Orihuela, pero a partir de esta fecha despuntó con la industrialización y recibió muchos inmigrantes, por lo que pasó de 46 596 en 1940 a 73 320 en 1960 y 162 873 en 1981. Elche no ha dejado de crecer en los últimos años aunque más lentamente debido al descenso de la natalidad y ha pasado de 188 062 en 1991 a 198 190 en 2001 y 230 354 en 2011. En los últimos años el crecimiento demográfico se ha visto reforzado por la llegada de inmigrantes hispanoamericanos, magrebíes, y en especial rumanos.

### Población por núcleos
| Núcleos              | Habitantes (2022) | Hombres | Mujeres |
| -------------------- | ----------------- | ------- | ------- |
| Elche                | 191429            | 94370   | 97059   |
| La Algoda-Matola     | 2703              | 1408    | 1295    |
| Algorós              | 628               | 308     | 320     |
| Altabix              | 2950              | 1518    | 1432    |
| Alzabares            | 1376              | 691     | 685     |
| Asprillas            | 426               | 225     | 201     |
| Carrús               | 1454              | 732     | 722     |
| Daimés               | 1268              | 681     | 587     |
| El Alted             | 5530              | 2840    | 2690    |
| El Derramador        | 414               | 220     | 194     |
| Jubalcoy             | 1345              | 709     | 636     |
| La Hoya              | 2934              | 1464    | 1470    |
| La Marina            | 2261              | 1126    | 1135    |
| Perleta              | 1445              | 727     | 718     |
| Las Bayas            | 3010              | 1512    | 1498    |
| Llano de San José    | 2518              | 1307    | 1211    |
| Los Arenales del Sol | 2455              | 1295    | 1160    |
| Maitino              | 963               | 512     | 451     |
| Puzol                | 375               | 194     | 181     |
| Torrellano           | 7594              | 3800    | 3794    |
| Valverde             | 1960              | 999     | 961     |

### Área metropolitana
El área metropolitana de Alicante-Elche con una superficie de 683,34 km² cuenta con 765 000 habitantes aproximadamente, siendo la octava área metropolitana de España por población. Se trata de un área metropolitana bipolar formada por los dos principales municipios y otros 16 ubicados en las subáreas urbanas de Alicante como San Vicente del Raspeig, Campello, Muchamiel o San Juan de Alicante; y de Elche como Santa Pola, Crevillente o San Fulgencio.

### Inmigración
| Posición | Nacionalidad | Población |
| -------- | ------------ | --------- |
| 1.ª      | Rumania      | 5416      |
| 2.ª      | Marruecos    | 4196      |
| 3.ª      | China        | 1917      |
| 4.ª      | Colombia     | 1773      |
| 5.ª      | Ecuador      | 1610      |
| 6.ª      | Reino Unido  | 1104      |
| 7.ª      | Argelia      | 1100      |
| 8.ª      | Paraguay     | 941       |
| 9.ª      | Italia       | 759       |
| 10.ª     | Argentina    | 685       |
| 11.ª     | Bulgaria     | 549       |
| 12.ª     | Francia      | 504       |

Del 2001 al 2011 se produjo un incremento de la población en España de casi seis millones de personas. El principal motivo de este aumento se debió a que tres millones y medio fueron extranjeros. La población extranjera en Elche sufrió un incremento 
exponencial, pasando de 4241 en 2001 a 32 028 residentes no nacionales a finales de 2009, lo que representó un 13,92 % de la población total. Desde 2010 se ha sufrido una ligera disminución en el número de residentes, entre otras causas, por la crisis que sufre el país desde 2008, pasando de 32 027 en 2010 a 30 853 en 2012, representando un 13,39 %.

### Lengua
Según un estudio de 1994 del Servicio de Investigaciones y Estudios Sociolingüísticos de la Generalidad Valenciana, un 32,83 % de la población hablaba en casa principalmente en valenciano, mientras que un 61,49 % utilizaba en casa preferentemente el castellano. El uso del valenciano es, en general, mayor en las partidas rurales y en los barrios más céntricos y tradicionales que en el resto del municipio debido al alto porcentaje de población con orígenes de otras partes del territorio español, como por ejemplo Andalucía, Albacete o la Región de Murcia. Según el último censo lingüístico publicado en 2011, un 42,92 % de la población afirmaba saber hablar valenciano, un 83,26 % comprenderlo oralmente, mientras que un 51,38 % afirmaba comprenderlo escrito y un 26,26 % escribirlo.

## Economía

### Sector primario
La agricultura, que ha perdido peso últimamente, continúa siendo un sector importante que en los últimos años se orienta hacia productos de uso no alimentario, como por ejemplo viveros. En torno a la ciudad se extienden treinta partidas rurales pobladas de viviendas de labor y recreo. En esta zona agrícola, denominada el Campo de Elche, se cosechan granadas, higos, dátiles, cítricos, almendras, algodón y diversas hortalizas.

### Sector secundario
El sector económico por excelencia es el industrial y gira en torno al calzado y sus productos intermediarios. En Elche se fabrica alrededor de un 40 % del calzado producido en España siendo así uno de los principales productores de Europa. La exportación de calzado ilicitano contribuye notablemente a que la provincia de Alicante presente uno de los mejores saldos exportadores del país. Una gran parte de las empresas del sector se concentran en el área de Elche Parque Empresarial, con una superficie de 2 700 000 m². El resto del sector industrial es diverso, habiendo empresas de las industrias metalúrgicas, químicas y de la construcción entre otras.

### Sector terciario

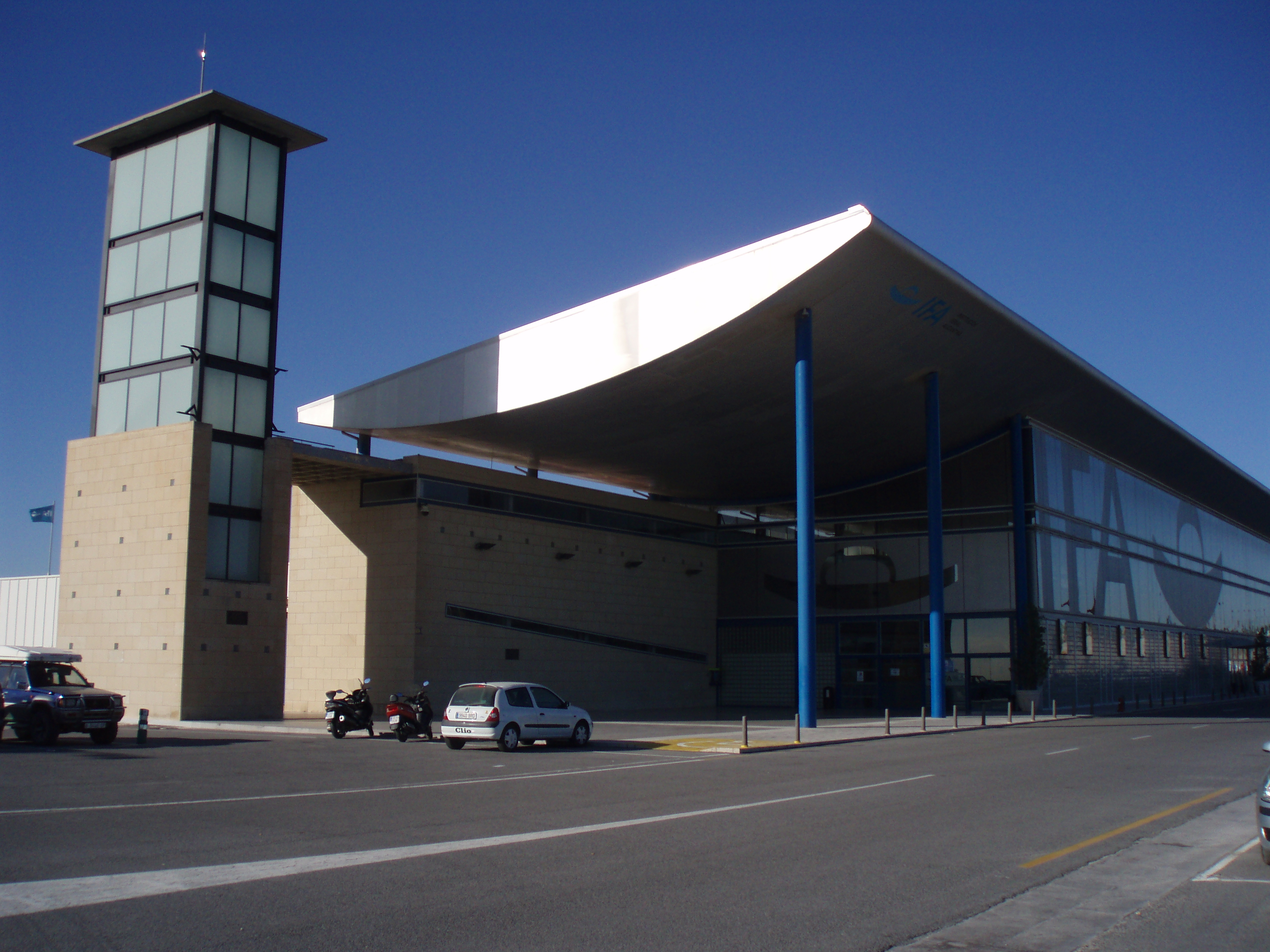
Institución Ferial Alicantina (IFA)

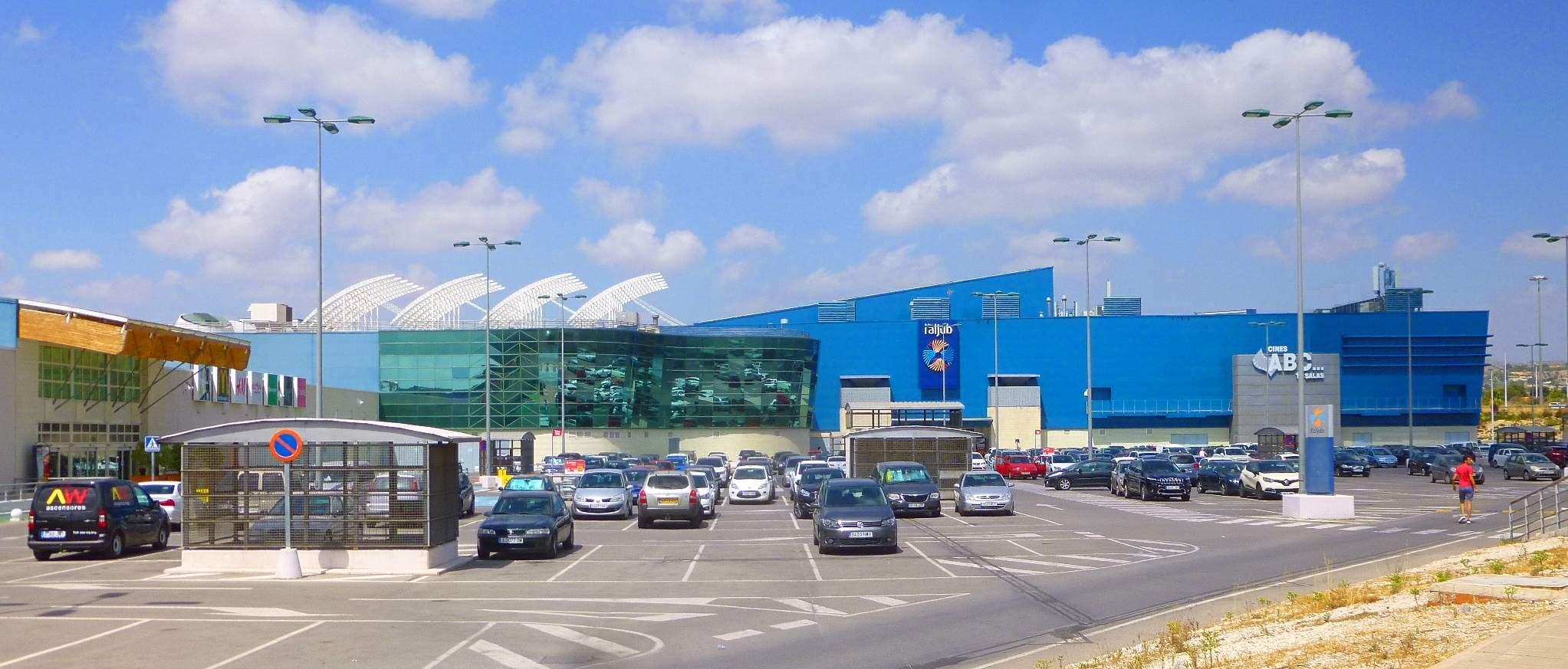
El Centro Comercial L'Aljub, inaugurado en 2003

El comercio ocupa un 20 % de la población. La ciudad cuenta con el Centro de Congresos Ciudad de Elche, la Institución Ferial Alicantina (IFA), donde se celebra, entre otros eventos, Expocalzado Internacional, que constituye la principal feria del sector, y el aeropuerto de Alicante-Elche en El Altet. El turismo, con poco peso respecto a los otros sectores económicos y mucho más modesto que el de otros municipios de la provincia, tiene como principales bazas su conocido palmeral, su casco antiguo, el Misterio de Elche, el Museo Escolar de Puçol y las playas de su término municipal.

#### Institución Ferial Alicantina
La Institución Ferial Alicantina (IFA) se encuentra situada en la pedanía de Torrellano, a 2 km del aeropuerto de Alicante-Elche y a 4 de Elche Parque Empresarial. Cuenta con dos pabellones de uso múltiple de 28 000 m² entre ambos, 15 salas de distintas dimensiones, dos auditorios de 250 m² cada uno y 5000 plazas de aparcamiento. En la actualidad se encuentra en fase de ampliación, con un palacio multifuncional proyectado de capacidad para 8500 personas acondicionado para albergar todo tipo de eventos, desde conciertos, obras teatrales y eventos deportivos hasta su uso para exposición de la misma feria. Además, el recinto dispondrá de un centro de convenciones de 21 200 m².

#### Centros comerciales
En 1983 se abrió el Centro Comercial Continente (actual Carrefour) de Elche que sería el primero en la ciudad aunque únicamente contaba con el hipermercado y el restaurante Nostrus. Doce años después, en 2003, se inauguraría el segundo centro comercial de la ciudad llamado L´Aljub. Este cuenta con dos plantas donde se instalan once salas de cine, numerosas tiendas de ropa, algunas cadenas de comida rápida como McDonald's, Kentucky Fried Chicken o Pans & Company y locales de ocio, como una bolera; así Elche se convirtió en una ciudad de servicios. En 2007 llegaron El Corte Inglés e Hipercor de la mano del Centro Comercial Ciudad de Elche inaugurado por Francisco Camps mientras que en el Centro Comercial El Sauce (ampliación del Centro Comercial Carrefour) se gestaban un Media Markt, Toys "R" Us o Decathlon entre otras tiendas para dar forma al centro comercial que es hoy, todos ellos situados en el extremo occidental de la ciudad.

## Administración y política

### Gobierno municipal
Elche es gobernada por una corporación local formada por concejales elegidos cada cuatro años por sufragio universal que a su vez eligen un alcalde. El censo electoral está compuesto por todos los residentes empadronados en Elche mayores de 18 años y nacionales de España y de los otros países miembros de la Unión Europea. Según lo dispuesto en la Ley del Régimen Electoral General, que establece el número de concejales elegibles en función de la población del municipio, la Corporación Municipal de Elche está formada por 27 concejales.
En las elecciones de 2003, el PSPV-PSOE obtuvo mayoría absoluta con quince concejales. El Partido Popular obtuvo once concejales mientras que EUPV obtuvo un solo concejal. En las elecciones de 2007, PSPV-PSOE y PP consiguieron trece concejales por partido, y Compromís uno solo. El recién creado Partit d'Elx, con un 4,01 %, se quedó a escasos 800 votos de conseguir representación municipal.
El alcalde electo en las elecciones de 2007 fue Alejandro Soler Mur, del Partit Socialista del País Valencià (PSPV-PSOE), quien gobernó en coalición con Compromís pel País Valencià, formación compuesta por Iniciativa del Poble Valencià y Bloque Nacionalista Valenciano.
Desde la llegada de la democracia en 1979, los ilicitanos dieron su apoyo mayoritario al partido socialista. No obstante en las elecciones de 1995 obtuvo mayoría simple el Partido Popular de la Comunidad Valenciana (PP) que, tras ganar las elecciones, se vio incapaz de encontrar apoyo en Esquerra Unida del País Valencià (EUPV) que sí se lo dio al partido socialista.
En las elecciones de 2011, el PSPV-PSOE perdió a manos del PP la alcaldía de la ciudad después de 32 años. Mercedes Alonso García se convirtió en la primera alcaldesa de la historia en Elche.

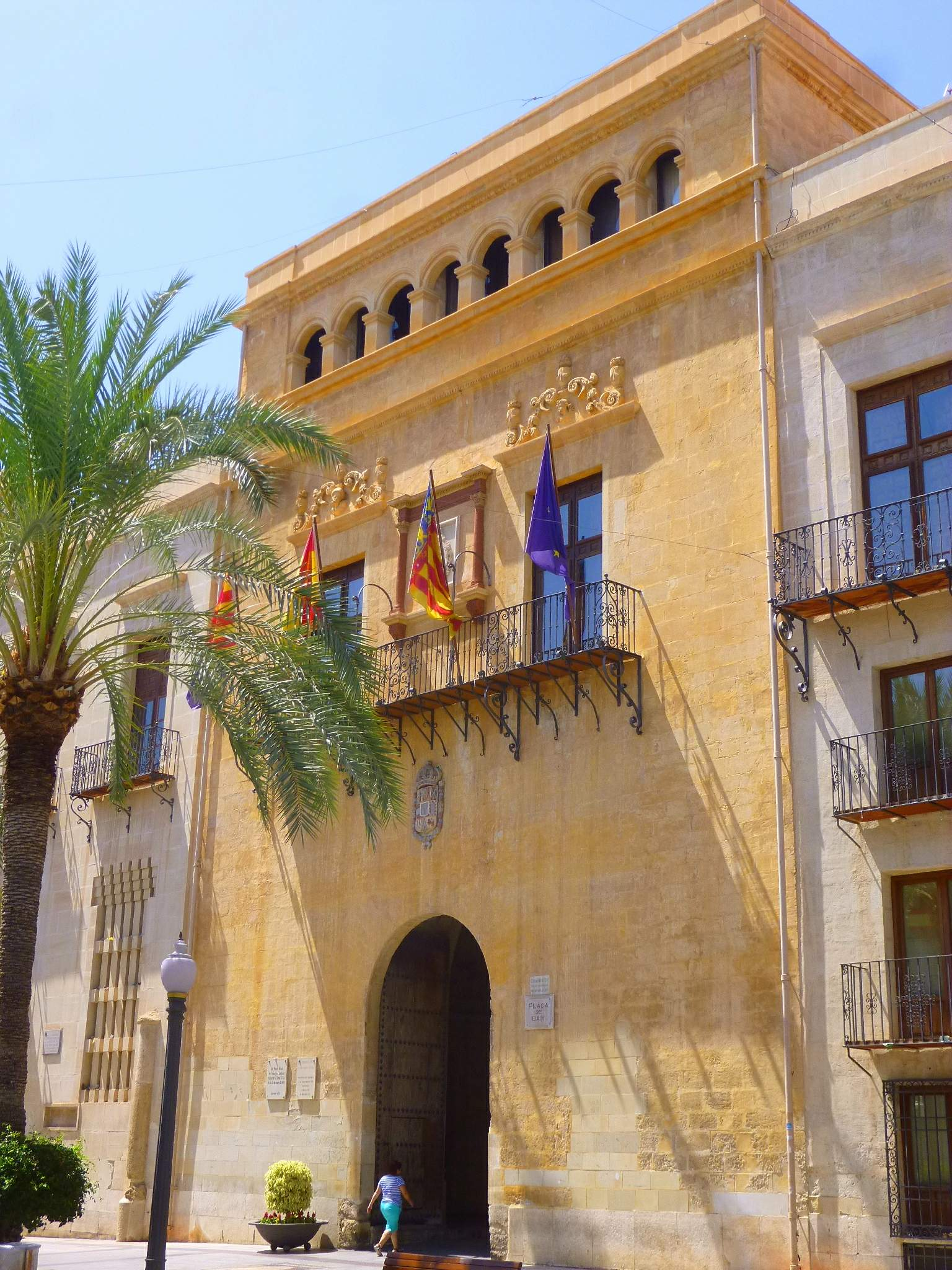
Ayuntamiento de Elche

En las elecciones de 2015, la ciudad obtuvo representación de seis partidos distintos por primera vez en su historia. El PP volvió a ser la fuerza más votada obteniendo tan solo nueve concejales de los catorce que consiguió en las anteriores elecciones. El PSPV-PSOE obtuvo un resultado similar pasando de doce concejales a ocho. Estas elecciones sirvieron a la ciudad para que ingresaran tres nuevos partidos a la corporación local: Compromís, que consiguió colocarse como tercera fuerza al obtener cuatro concejales, Ciudadanos como cuarta fuerza con tres concejales e Ilicitanos, con dos. Mientras, el Partit d'Elx mantuvo el acta de concejal obtenido en los anteriores comicios.
La sede actual del Ayuntamiento de Elche, denominada Torre del Consejo, se encuentra en la plaza de Baix, en el centro de la ciudad. El edificio data del siglo XV y es el más antiguo del sur de la Comunidad Valenciana. También existen una serie de dependencias municipales tanto en los alrededores del ayuntamiento como en los diferentes barrios y pedanías de la ciudad.
| Periodo   | Nombre                 | Partido | Partido                                         |
| --------- | ---------------------- | ------- | ----------------------------------------------- |
| 1979-1987 | Ramón Pastor Castell   |         | Partit Socialista del País Valencià (PSPV-PSOE) |
| 1987-1995 | Manuel Rodríguez Maciá |         | Partit Socialista del País Valencià (PSPV-PSOE) |
| 1995-2007 | Diego Maciá Antón      |         | Partit Socialista del País Valencià (PSPV-PSOE) |
| 2007-2011 | Alejandro Soler Mur    |         | Partit Socialista del País Valencià (PSPV-PSOE) |
| 2011-2015 | Mercedes Alonso García |         | Partido Popular (PP)                            |
| 2015-2023 | Carlos González Serna  |         | Partit Socialista del País Valencià (PSPV-PSOE) |
| 2023-act. | Pablo Ruz Villanueva   |         | Partido Popular (PP)                            |

| Partido político                                | 2023   | 2023  | 2023       | 2019   | 2019  | 2019       | 2015   | 2015  | 2015       | 2011   | 2011  | 2011       | 2007   | 2007  | 2007       |
| Partido político                                | Votos  | %     | Concejales | Votos  | %     | Concejales | Votos  | %     | Concejales | Votos  | %     | Concejales | Votos  | %     | Concejales |
| Partit Socialista del País Valencià (PSPV-PSOE) | 43 543 | 38,67 | 12         | 37 351 | 36,79 | 12         | 29 071 | 26,20 | 8          | 43 462 | 38,34 | 12         | 43 595 | 42,02 | 13         |
| Partido Popular (PP)                            | 42 068 | 37,36 | 11         | 28 135 | 27,71 | 9          | 32 878 | 29,63 | 9          | 49 626 | 43,77 | 14         | 43 483 | 41,91 | 13         |
| Vox                                             | 12 860 | 11,42 | 3          | 6024   | 5,93  | 2          | —      | —     | —          | —      | —     | —          | —      | —     | —          |
| Acord per Guanyar-Compromís                     | 6174   | 5,48  | 1          | 6598   | 6,50  | 2          | 15 293 | 13,78 | 4          | 3155   | 2,78  | 0          | —      | —     | —          |
| Podem-Esquerra Unida del País Valencià (EUPV)   | 2405   | 2,13  | 0          | 711    | 0,70  | 0          | 4289   | 3,87  | 0          | 3190   | 2,81  | 0          | 6512   | 6,28  | 1          |
| Ciudadanos (CS)                                 | 1324   | 1,17  | 0          | 8950   | 8,82  | 2          | 10 694 | 9,64  | 3          | —      | —     | —          | —      | —     | —          |
| Ilicitanos                                      | —      | —     | —          | 3039   | 2,99  | 0          | 7267   | 6,55  | 2          | —      | —     | —          | —      | —     | —          |
| Partit d'Elx (PE)                               | —      | —     | —          | 2887   | 2,84  | 0          | 6487   | 5,85  | 1          | 5977   | 5,27  | 1          | 4186   | 4,03  | 0          |

### Organización territorial

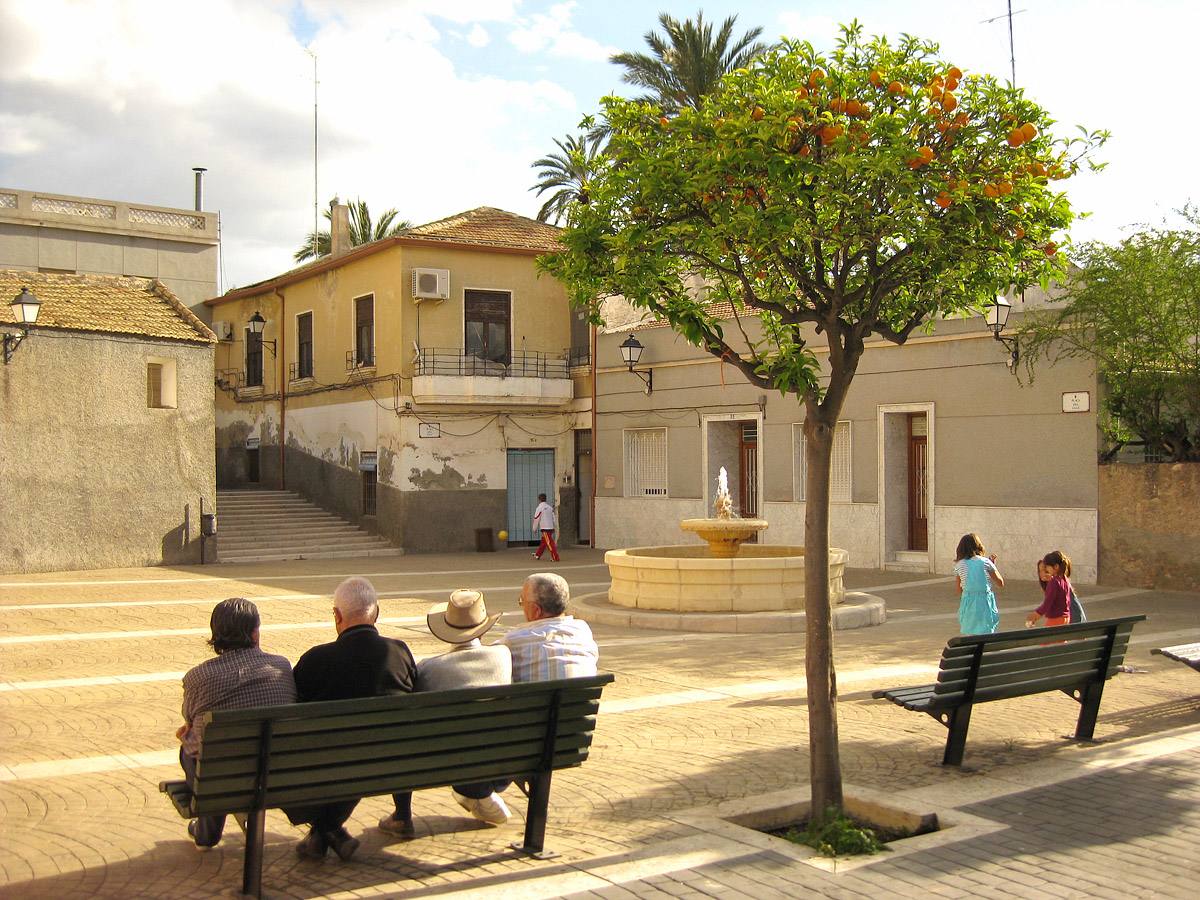
Barrio del Raval de San Juan

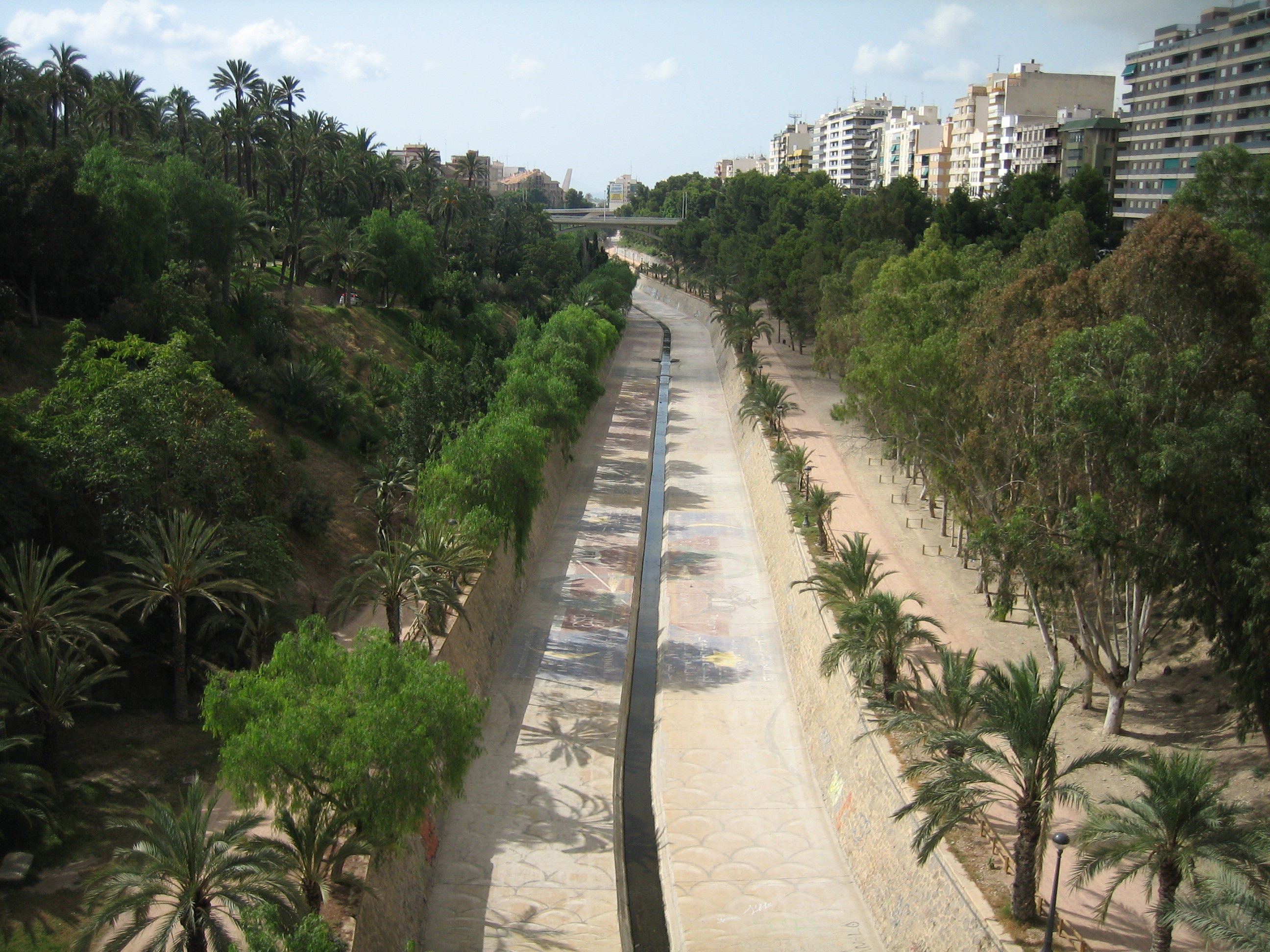
Los jardines del cauce del Vinalopó, desde el puente del ferrocarril

#### Barrios
En la actualidad, Elche cuenta con numerosos barrios, nuevos y tradicionales, de menor o mayor tamaño, pero todos con su signo de distinción. En el centro de la ciudad se encuentran: el casco antiguo, el Raval de San Juan, el Raval de El Salvador, el Raval de Santa Teresa y el barrio de la Zapatillera; en el este de la ciudad se alzan los barrios de: La Lonja, Altabix, Los Palmerales, San Antón, Nuevo Altabix, Travalón y el barrio de la Universidad; y en el oeste del Vinalopó están los barrios de: Carrús, Porfirio Pascual, Toscar, San Crispín, El Pla de San José, Sector V, L'Aljub y el barrio del Cementerio Viejo.

#### Partidas rurales
Desde tiempos de la Reconquista por parte del rey Jaime I de Aragón, el término municipal de Elche se divide en partidas rurales, aunque sus límites y número han ido variando con el paso de los años. Actualmente, el Campo de Elche se divide en treinta partidas, estas a su vez se dividen en polígonos numerados que ayudan a situar las parcelas y viviendas de sus habitantes. Algunas de las partidas contienen un núcleo urbano principal al que se le llama pedanía, otras, por el contrario, solamente disponen de urbanizaciones o asentamientos mucho menos poblados.

### Justicia
Elche es la cabeza del partido judicial número 8 de la provincia de Alicante, cuya demarcación comprende a la ciudad más las otras dos poblaciones de la comarca del Bajo Vinalopó: Crevillente y Santa Pola. La ciudad es sede de las secciones 7.ª (penal) y 9.ª (civil) de la Audiencia Provincial de Alicante.

## Servicios

### Educación
La educación en Elche depende de la Consejería de Educación, Cultura y Deporte de la Generalidad Valenciana, que asume las competencias de educación a nivel autonómico.

#### Educación infantil, primaria y secundaria
Los centros educativos en Elche se reagrupan en ocho zonas escolares: norte, nordeste, noroeste, centro, sudoeste, sudeste, sur y campo de Elche. La ciudad cuenta con cinco centros de educación infantil, dos centros de educación especial y cuarenta y seis centros de educación primaria. La zona con mayor número de colegios de primaria es la suroeste con diez. La ciudad cuenta con quince Institutos de Educación Secundaria (IES) de titularidad pública y siete centros concertados.

#### Educación superior

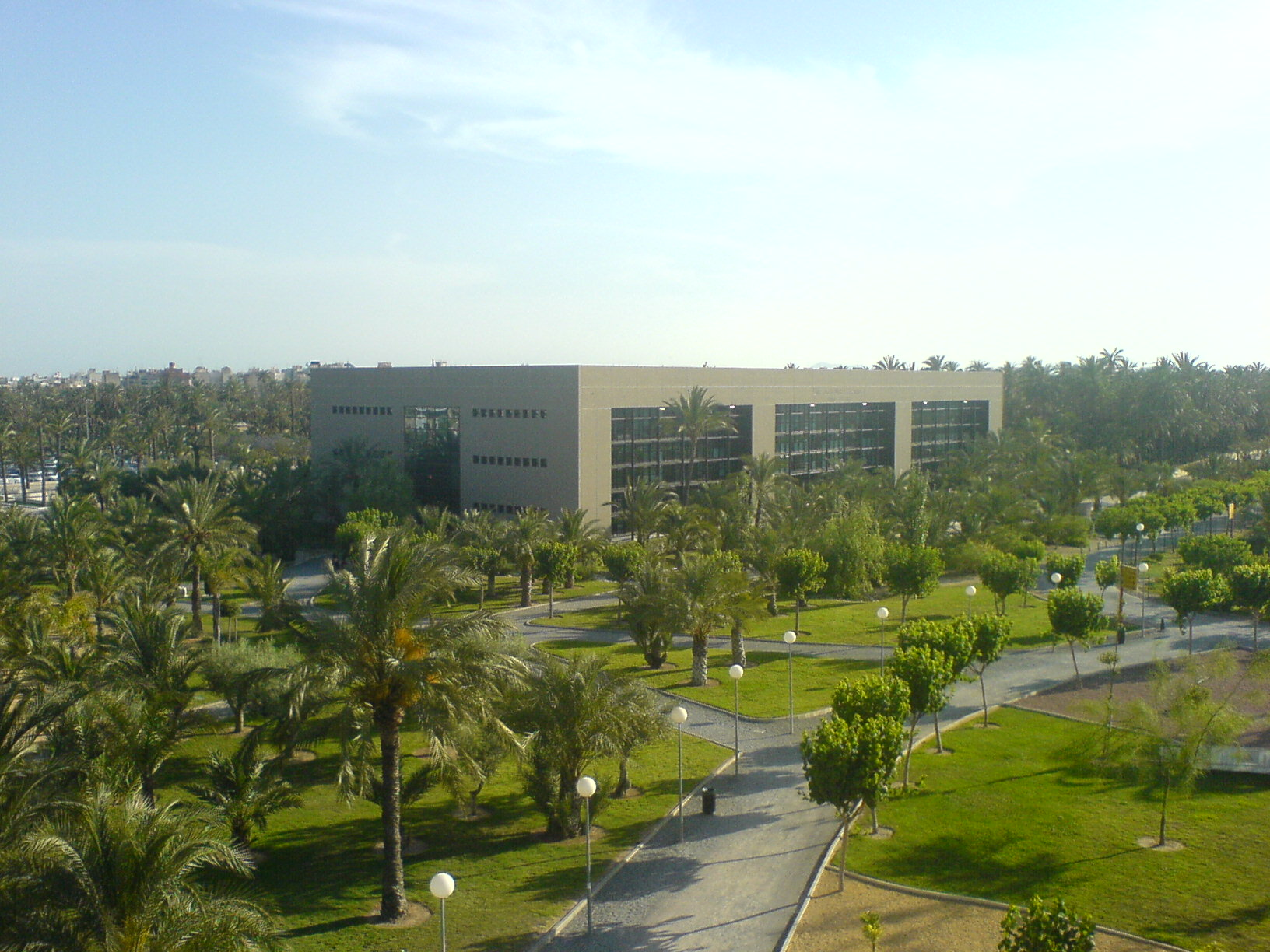
Edificio la Galia de la UMH, en el campus de Elche

Elche cuenta con tres centros de enseñanza universitaria. Desde 1997 es la sede central de la Universidad Miguel Hernández, donde se encuentran las siguientes facultades:
- Facultad de Ciencias Sociosanitarias
- Facultad de Ciencias Experimentales
- Facultad de Ciencias Sociales y Jurídicas de Elche
- Escuela Politécnica Superior de Elche

El que fuera antiguo edificio del colegio Nuestra Señora del Carmen, en pleno centro histórico, es en la actualidad una de las sedes de la universidad privada CEU Cardenal Herrera, en donde se imparten las carreras de:
- Educación Infantil
- Educación Primaria
- Derecho
- Dirección de empresas
- Enfermería
- Fisioterapia

La Universidad Nacional de Educación a Distancia (UNED) posee una sede situada en unos de los huertos de palmeras de la ciudad, denominado Hort del Balconet.
La Escuela de Organización Industrial (EOI), escuela de negocios vinculada al Ministerio de Industria, Energía y Turismo, inauguró su sede en la ciudad en junio de 2012. En esta sede se oferta formación especializada para emprendedores y directivos de empresa.
La ciudad cuenta también con un conservatorio profesional de música, situado en el huerto de la Torre de Vaïllos, a escasos metros de la Universidad Miguel Hernández. En la actualidad, el centro consta de un claustro de cuarenta y ocho profesores que imparten enseñanzas a un total de 440 alumnos.

### Sanidad
En la ciudad se encuentra el hospital de la comarca del Bajo Vinalopó, llamado Hospital General Universitario de Elche, que fue inaugurado el 6 de mayo de 1978. Con una plantilla total de 1249 personas y 508 camas en 2007, da cobertura asistencial al área sanitaria 20, y abarca también el municipio de Santa Pola. El hospital cuenta en su haber con una amplia gama de especialidades y servicios.
En junio de 2010 entró en funcionamiento el Hospital Universitario del Vinalopó. Con una inversión de más de 146 millones de euros, da cobertura a más de 150 000 habitantes, abarcando los municipios de Crevillente, Aspe, Hondón de las Nieves, Hondón de los Frailes y parte de la ciudad de Elche, con 222 habitaciones individuales, 12 quirófanos, 57 consultas externas, 45 puestos de hospital de día, equipamiento de alta tecnología, cuatro salas de ecografías y 650 plazas de aparcamiento. Al igual que el General, el hospital ofrece gran variedad de especialidades y servicios.
La ciudad cuenta también con los centros de salud de Altabix, Carrús, Toscar, Doctor Sapena, José María Pemán, El Plá, El Raval, junto a otros en las pedanías de Torrellano, El Altet, Arenales del Sol, Valverde, Maitino-Perleta, Las Bayas, La Hoya y La Marina.

### Servicios sociales
Accesibilidad - Galardonada con el premio Reina Sofía a la accesibilidad 2008.
Integración - Galardonada con el premio CERMI en la categoría de Mejor Acción Autonómica y/o Local 2012.

### Abastecimiento
Energía
El consumo total de energía eléctrica en 2006 fue de 787.010.188 kWh.
Agua potable
La sociedad de economía mixta Aguas de Elche gestiona el ciclo integral del agua en el término municipal de Elche desde el 1 de julio de 2001. El agua para el abastecimiento proviene en su gran mayoría de la Mancomunidad de Canales del Taibilla y del pozo en la finca Los Frutales que llega a través del canal de Villena, de unos 49,6 km de longitud. El agua procedente del Taibilla abastece a la ciudad mediante doce tomas procedentes del Canal de Alicante.
La red de distribución es mixta, con una parte mallada (equilibrada con un anillo de 500 mm de diámetro) y una parte ramificada, con ramales finales, 1269 bocas de riego y de 253 hidrantes en el casco urbano. La red abastece a más de 95 000 abonados mediante unas 21 000 acometidas. El almacenamiento del agua se realiza a través de 15 depósitos con una capacidad total de más de 90 000 m³ distribuidos por todo el término municipal.
El sistema integral de saneamiento de Elche se divide en tres subsistemas: Algorós/Casco Urbano, Subsistema Arenales/Zona Este y Subsistema Carrizales/Zona Sur, conectados cada uno a una estación depuradora de aguas residuales.
La red de saneamiento de Elche es en gran parte de tipo unitario, con excepción de una red separativa para la recogida de aguas pluviales que cubre perimetralmente el casco urbano en su zona noreste y una pequeña zona del parque municipal llamada Hort del Colomer. La red de alcantarillado está formada por tuberías de hormigón en masa, con diámetros de entre 200 y 300 mm para redes secundarias (65 % del alcantarillado total), y los 1500 mm para los grandes colectores.
Higiene
Según la Ordenanza Municipal de limpieza aprobada el 24 de febrero de 2003, el Ayuntamiento de Elche tiene las siguientes competencias: «la limpieza de la vía pública y playas en cuanto al uso común general de los ciudadanos, el control de la limpieza en cuanto al uso común especial y privativo y la limpieza de los solares, espacios abiertos y vertederos no autorizados; la prevención del ensuciamiento de los núcleos urbanos producido como consecuencia de manifestaciones públicas en la calle, y la limpieza de los bienes de dominio municipal en cuanto a su uso común especial y privativo; la recogida de las basuras y los residuos sólidos producidos como consecuencia del consumo doméstico; acumulación, carga, transporte y vertido de tierras, escombros y otros materiales similares o asimilables, producidos como consecuencia de obras, construcciones y derribos; la recogida y el transporte de los materiales residuales y de los productos destinados por sus productores o poseedores al abandono que, no estando incluidos específicamente en los apartados precedentes, están acordes con la legislación vigente, de competencia municipal».
En 2011, la ciudad fue considerada la segunda ciudad más limpia de España, solo por detrás de Oviedo, según un estudio sobre la Gestión de Residuos y Limpieza Viaria realizado por la OCU. En 2023, el mismo estudio posicionó a la ciudad en la vigésimo segunda posición.
La empresa Urbaser de Platinum Equity es la adjudicataria del servicio de limpieza de la ciudad y pedanías. Se encarga tanto del servicio de recogida de enseres como de la gestión del ecoparque situado en la partida rural de La Marina.

### Comunicaciones

#### Aéreo

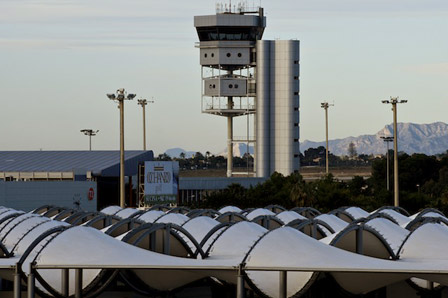
Aeropuerto de Alicante-Elche Miguel Hernández

Elche cuenta en su término municipal con el Aeropuerto de Alicante-Elche Miguel Hernández, ubicado a 10 km del casco urbano, entre las pedanías de Torrellano y El Altet. Su acceso se encuentra a través de la N-338 bien desde la N-340, CV-86, A-70 o desde la N-332, también se puede acceder por el Camino viejo de Alicante, una carretera rápida hacia Elche con escaso tráfico. Ocupa el quinto lugar en la red aeroportuaria española por número de pasajeros con 15 747 678 en 2023, tras los aeropuertos de Madrid-Barajas, Barcelona-El Prat, Palma de Mallorca y Málaga-Costa del Sol y se sitúa entre los 50 de mayor tránsito de Europa.
El actual aeropuerto se abrió al tráfico el 4 de mayo de 1967 con instalaciones, infraestructura y equipos capaces para prestar servicio a un millón de pasajeros. Se encuentra en el mismo lugar donde estuvo emplazado el primer campo de vuelos exclusivamente civil que hubo en España, propiedad de la empresa francesa Aéropostale, precursora de Air France. Dicha compañía lo utilizaba como escala de sus correos con Dakar (Senegal) a principios del pasado siglo. Desde el año 1927, su uso corrió a cargo de la misma compañía para los enlaces con Argelia.
Otros aeropuertos cercanos son Corvera, en Murcia y Manises, en Valencia.

#### Carretera

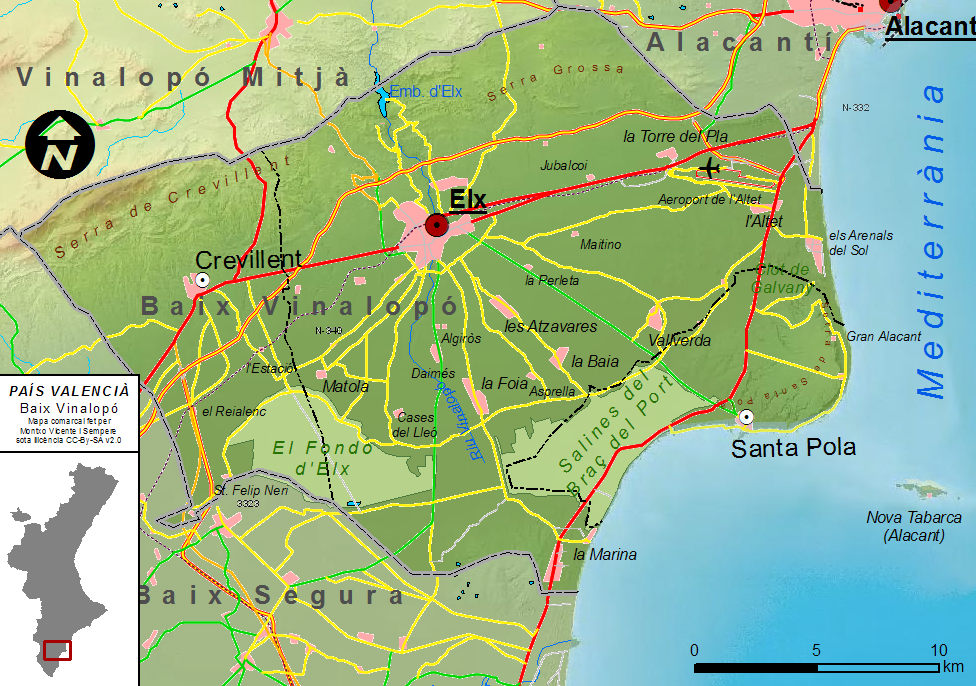
Las conexiones terrestres de Elche en la comarca del Bajo Vinalopó

El transporte por carretera se produce, de forma preferente, a través del complejo entramado viario que conecta las distintas poblaciones del litoral mediterráneo. La autopista A-7 (itinerario europeo E-15), con un trazado paralelo a la línea de costa de norte a sur, es una vía de gran capacidad que garantiza de forma eficaz la comunicación rodada entre Elche y el resto de la ribera mediterránea, además de facilitar la conexión con el resto de Europa. Otra vía fundamental para los viajes de larga distancia es la autovía A-31 que comunica la provincia de Alicante con Madrid y el centro de la península. Su acceso desde Elche es muy sencillo a través de la autovía Camino de Castilla (antigua CV-850). Las comunicaciones viarias de mayor proximidad cuentan con una red que complementa las anteriores. Las más destacables son la N-340, que discurre entre Alicante, Elche y Murcia (por Orihuela), y la N-332, que une el litoral ilicitano con otros espacios turísticos de la costa mediterránea.
| Identificador | Itinerario                            | Nota |
| ------------- | ------------------------------------- | --- |
| A-7           | Autovía del Mediterráneo              | Cádiz – Algeciras – Málaga – Motril – Almería – Murcia – Elche – Alicante – San Juan de Alicante - Alcoy – Valencia – Castellón de la Plana – Tarragona – Barcelona |
| A-70          | Circunvalación de Alicante            | Campello – Elche |
| EL-20         | Ronda Este                            | A-7 - N-340 |
| N-332         | Carretera Cartagena- Valencia         | Vera – Cartagena – Alicante – Valencia |
| N-338         | Eje Aeropuerto del Altet              | A-70 - N-332 |
| N-340         | Carretera del Mediterráneo            | Cádiz – Algeciras – Málaga – Motril – Almería – Murcia – Elche – Alicante – San Juan de Alicante - Alcoy – Valencia – Castellón de la Plana – Tarragona – Barcelona |
| CV-84         | Carretera Elche - Aspe                | A-7 - Aspe N-325 A-31 |
| CV-86         | Vía Parc Alicante-Elche y Ronda Norte | Elche - Alicante |
| CV-852        | Acceso al Aeropuerto desde Elche      | Elche - Aeropuerto |
| CV-855        | Carretera Elche - Dolores             | Elche - Dolores |
| CV-860        | Carretera Elche - Benijófar           | CV-855 - San Fulgencio - Daya Vieja - Rojales - Benijófar CV-905 |
| CV-865        | Carretera Elche - Santa Pola          | Elche - Santa Pola |

| Capitales | Distancia (km) | Ciudades   | Distancia (km) | Ciudades    | Distancia (km) |
| --------- | -------------- | ---------- | -------------- | ----------- | -------------- |
| Alicante  | 19             | Santa Pola | 12             | Crevillente | 7              |
| Murcia    | 55             | Aspe       | 10             | Novelda     | 15             |
| Albacete  | 155            | Elda       | 27             | Villena     | 49             |
| Valencia  | 167            | Benidorm   | 70             | Alcoy       | 71             |
| Castellón | 251            | Orihuela   | 29             | Torrevieja  | 33             |
| Madrid    | 409            | Cartagena  | 95             | Almería     | 267            |
| Barcelona | 528            | Zaragoza   | 481            | Sevilla     | 566            |

#### Bicicleta
En la ciudad existen varios carriles bici en sus zonas más céntricas y a lo largo de la avenida del Alcalde Vicente Quiles y la avenida del Ferrocarril.
BiciElx
Desde el 14 de junio de 2010, la ciudad de Elche dispone de un sistema de préstamo de bicicletas llamado BiciElx.
Este sistema está promovido por la empresa pública PIMESA y por el Ayuntamiento de Elche. Se puede utilizar con tarjeta de proximidad o con el teléfono móvil mediante mensajes cortos (SMS).
BiciElx cuenta con un total de 367 bicicletas en 35 bases de anclaje, repartidas en los diferentes barrios y puntos de interés de la ciudad. Cada estación cuenta con un poste central que permite coger las bicicletas utilizando la tarjeta del servicio y varios postes auxiliares utilizados para anclar dos bicicletas a cada uno.

#### Autobús
Autobuses urbanos (y resto de servicios AUESA)

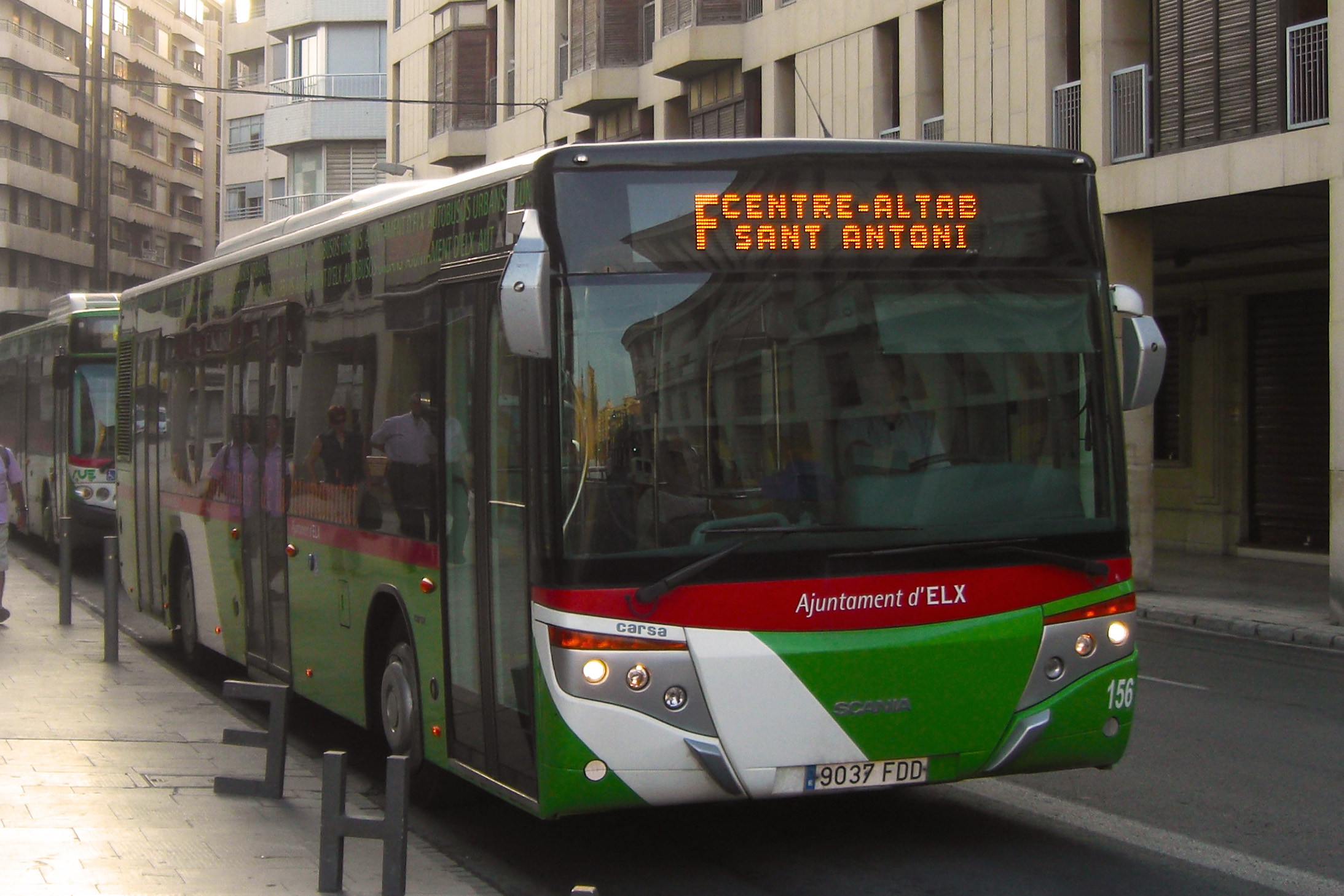
Autobús de AUESA

Actualmente, Elche cuenta con un servicio de autobuses urbanos y periurbanos. 
El transporte urbano es realizado por la empresa municipal AUESA, que cuenta con una flota de aproximadamente 50 vehículos conformando las siguientes líneas:
| Servicios Urbanos             |                                                           |
| Línea                         | Recorrido                                                 |
|                               | Centro - Toscar                                           |
|                               | Toscar - El Pla - Hospital General                        |
|                               | Centro - Carrús                                           |
|                               | Carrús - Altabix - Hospital General                       |
|                               | Centro - Hospital - San Antón - Zona Estadio              |
|                               | Centro - Altabix - San Antón                              |
|                               | Centro - Sector V - Hospital del Vinalopó                 |
|                               | Centro - Altabix - Ciudad Deportiva                       |
|                               | Centro - Antonio Machado - El Pla - Hospital del Vinalopó |
|                               | Centro - Raval - Hospital                                 |
|                               | Hospital Vinalopó - Av.Libertad - Nuevo Altabix           |
|                               | Carrús - Toscar - Hospital del Vinalopó                   |
| Servicios Periurbanos (AUESA) |                                                           |
| Línea                         | Recorrido                                                 |
|                               | Centro - La Galia - Bonavista                             |
|                               | Centro - Barrio del Cementerio - Peña Las Águilas         |
|                               | Centro - Partida de Carrús                                |

| Servicios especiales |                                       |                                                                                      |
| Línea                | Recorrido                             | Observaciones del servicio                                                           |
|                      | Carrús - Centro - Polígono de Altabix | Servicio nocturno de viernes y sábados, de mediados de septiembre a finales de junio |
|                      | Carrús - Centro - Estadio             | Servicio solo en días de partido                                                     |
|                      | Centro - Cementerio Nuevo             | Servicio solo mañanas de sábados, domingos y el día festivo de Todos los Santos      |
| P1                   | Arenales del Sol                      | Servicio durante julio y agosto en la pedanía de Arenales del Sol                    |

Los autobuses están provistos de máquinas que permiten la lectura de las tarjetas inteligentes sin contacto. Existen diferentes bonos de pago, el Ordinario, Ordinario de Familia Numerosa, Mensual, Escolar, Joven y otros gratuitos para las personas mayores, pensionistas y estudiantes; los dos primeros son vitalicios y el último se renueva cada año.
Actualmente, todos los autobuses de las líneas llevan implantado el sistema e-bus, sistema que da prioridad semafórica a los autobuses.
También está disponible un transporte dirigido a la clase turista localmente conocido como El Trenet, el cual efectúa un recorrido temático ofreciendo lo más característico de la ciudad, las palmeras.
Autobuses periurbanos
El transporte periurbano que conecta Elche con sus pedanías es realizado por diferentes empresas y constituyen las siguientes líneas:
| Servicios periurbanos |                                                                               | |
| Línea                 | Recorrido                                                                     | Observaciones del servicio |
|                       | Elche - Elche Parque Empresarial - Aeropuerto                                 | Recorrido por Elche Parque Empresarial solo días laborables de lunes a viernes Fusionada con la línea 1B durante los meses de julio y agosto |
|                       | Elche - Elche Parque Empresarial - Torrellano - Aeropuerto - Arenales del Sol | Recorrido por Elche Parque Empresarial solo días laborables de lunes a viernes Aumento de frecuencias durante los meses de julio y agosto    |
|                       | Circular interior de Arenales del Sol                                         | Servicio solo durante los meses de julio y agosto                                                                                            |
|                       | Elche - Perleta- Valverde - Balsares - Arenales del Sol                       | |
|                       | Elche - Las Bayas                                                             | Sin servicio los domingos y festivos |
|                       | Elche - La Hoya - La Marina                                                   | Sin servicio los domingos |
|                       | Elche - Nugolat - La Úrsula (Continúa hasta Dolores).                         | Sin servicio los domingos y festivos |
|                       | Elche - Nugolat - La Úrsula (Línea Circular).                                 | Sin servicio los domingos |
|                       | Elche - Matola - Llano de San José - Algorós                                  | Sin servicio los domingos |
|                       | Elche - Algorós - Llano de San José - Matola                                  | Sin servicio los domingos |

Autobuses interurbanos
Las líneas que conectan Elche con los municipios cercanos son las siguientes:
| Línea | Trayecto                        | Recorrido | Operadora         | Frecuencia media (laborables) |
| ----- | ------------------------------- | --- | ----------------- | ----------------------------- |
| 90    | Alicante - Elche -Crevillente   | http://www.subus.es/Lineas/Informacion/Folleto90Molla200910.pdf Archivado el 19 de junio de 2010 en Wayback Machine. (Subús)                        | 30 minutos        |                               |
| 91    | Elche - Santa Pola              | https://web.archive.org/web/20100619074417/http://www.subus.es/Lineas/Informacion/Folleto91Molla200910.pdf                                          | Mollá (Subús)     | 30 minutos                    |
| 94    | Elche -Universidad de Alicante  | http://www.subus.es/Lineas/Informacion/Folleto90Molla200910.pdf Archivado el 19 de junio de 2010 en Wayback Machine. (Subús)                        | 8 salidas al día  |                               |
| 96    | Torrellano - Bacarot - Alicante | http://www.subus.es/Lineas/Linea.asp?linea=MOL96 Archivado el 29 de noviembre de 2014 en Wayback Machine.                                           | Mollá (SuBús)     | 4 salidas al día              |
| - -   | Elche - Aspe - Novelda - Elda   | | Triángulo (SuBús) | 8 salidas al día              |
| M-17  | Elche - Agost - Alcoy           | http://www.subus.es/Lineas/Linea.asp?linea=ALCM17 (enlace roto disponible en Internet Archive; véase el historial, la primera versión y la última). | Alcoyana (SuBús)  | 3 salidas al día              |
| - -   | Elche - Elda - Villena          | | Triángulo (SuBús) | 6 salidas al día              |
| - -   | Elche - Orihuela - Murcia       | | Alsa              | 7 salidas al día              |
| - -   | Elche - Almoradí - Torrevieja   | | Vegabús           | 4 salidas al día              |
| - -   | Elche - Rojales - Guardamar     | | Vegabús           | 3 salidas al día              |
| - -   | Elche - Catral - Dolores        | | Costa Azul        | 3 salidas al día              |
| C-6   | Alicante - Aeropuerto           | | Alcoyana (SuBús)  | 20 minutos                    |
| - -   | Elda - Elche - Cartagena        | | Costa Azul        | 1 salidas al día              |

#### Ferrocarril
Elche cuenta en su municipio con cuatro estaciones de ferrocarril para viajeros. Tres de ellas pertenecen a la red general de ancho ibérico, dos situadas en la ciudad (Elche-Parque y Elche-Carrús) y la tercera en la pedanía de Torrellano. Además cuenta con una estación para mercancías situada cerca de la salida 3 de la Autovía EL-20.
En las estaciones de Elche-Carrús y Elche-Parque tienen parada los trenes de Media Distancia de la Línea 43, que transcurre entre Alicante-Terminal, Murcia del Carmen y Lorca-Sutullena; y los de la Línea 44, de Valencia-Norte a Cartagena, pasando por Alicante y Murcia.
En la estación de Elche-Parque paran además trenes de largo recorrido como el Intercity hacia Barcelona-Sants, que viene desde Cartagena, y hacia Lorca, cuando circula desde la ciudad condal. Las tres estaciones de viajeros pertenecen a la red de C-1 de Renfe Cercanías.
Desde febrero de 2021 ha entrado en funcionamiento la Estación de Elche-Matola, que concentra los servicios de las líneas de alta velocidad. Se encuentra en estudio el ramal al Aeropuerto de Alicante-Elche.

#### Tranvía

Propuesta municipal para el tranvía

El Ayuntamiento de Elche presentó una propuesta para el trazado urbano a su paso por el casco urbano de la ciudad y el resto del término municipal. El tranvía partiría de Alicante y del Aeropuerto de Alicante-Elche pasando por la Institución Ferial Alicantina y la pedanía de El Alted, atravesando la pedanía de Torrellano por la carretera N-340, siguiendo hacia Elche Parque Empresarial, desviándose por su interior, para luego volver a incorporarse a la N-340 hasta llegar al casco urbano. Una vez en él, su trazado discurriría por las avenidas de la Universidad de Elche, del Ferrocarril y desviándose hacia el centro de la ciudad por la avenida del País Valenciano.
Dicho recorrido dispondría de un trazado hacia el polígono de Carrús, discurriendo por la avenida de la Libertad y la avenida de Novelda. Otro ramal seguiría por la avenida de la Libertad, la avenida de Crevillente y la carrera N-340 hasta la estación de alta velocidad de Elche-Matola. El último ramal se bifurcaría desde la rotonda de la intersección de la avenida de Alicante y de la Universidad de Elche, discurriendo por la circunvalación hasta la intersección con la carretera CV-865, para luego dirigirse hacia Santa Pola por dicha carretera.
Este estudio sería la segunda propuesta alternativa al proyecto del TVRElx (Transporte de Vía Reservada de Elche, red de trolebús de orientación óptica) que está redactando actualmente la Consejería de Infraestructuras y Transportes de la Comunidad Valenciana. Se espera que el tranvía conecte con el TRAM Metropolitano de Alicante, a través de la línea 7 procedente de la capital.
TRAM - Metropolitano de Alicante en Elche - Renfe Cercanías Provincia Alicante
| Línea | Terminales                               | Longitud              | Estaciones     | Vehículo  | Andén |
| ----- | ---------------------------------------- | --------------------- | -------------- | --------- | ----- |
|       | Aeropuerto ↔ Alicante ↔ Elche ↔ Benidorm | 42,691 km (actuales). | 14 (actuales). | Tren-Tram | 80 m  |
|       | Alicante ↔ Elche (en estudio)            | ?? km                 | ??             | ??        | ?? m  |

## Patrimonio

### Monumentos históricos

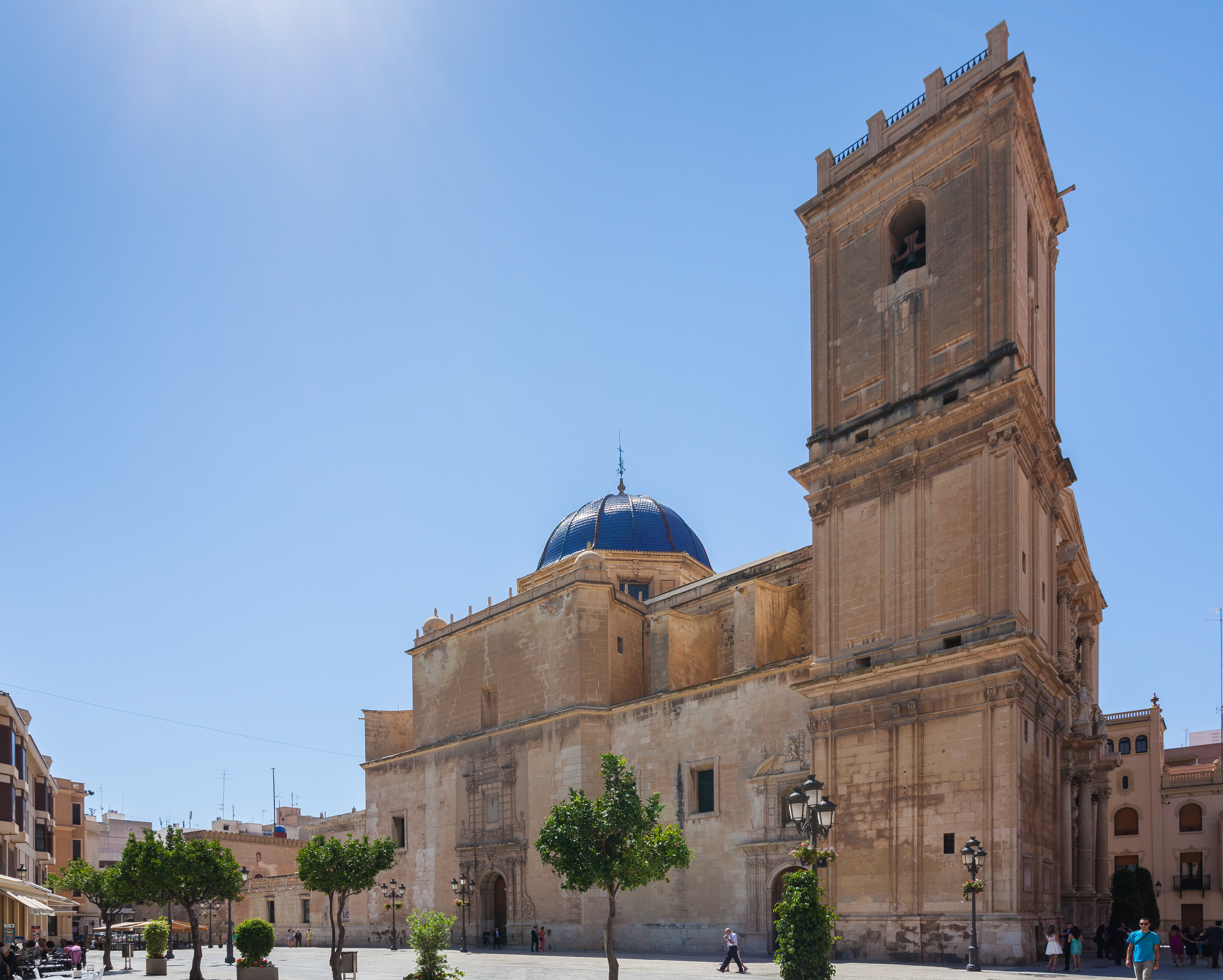
Basílica de Santa María, en el centro de la ciudad

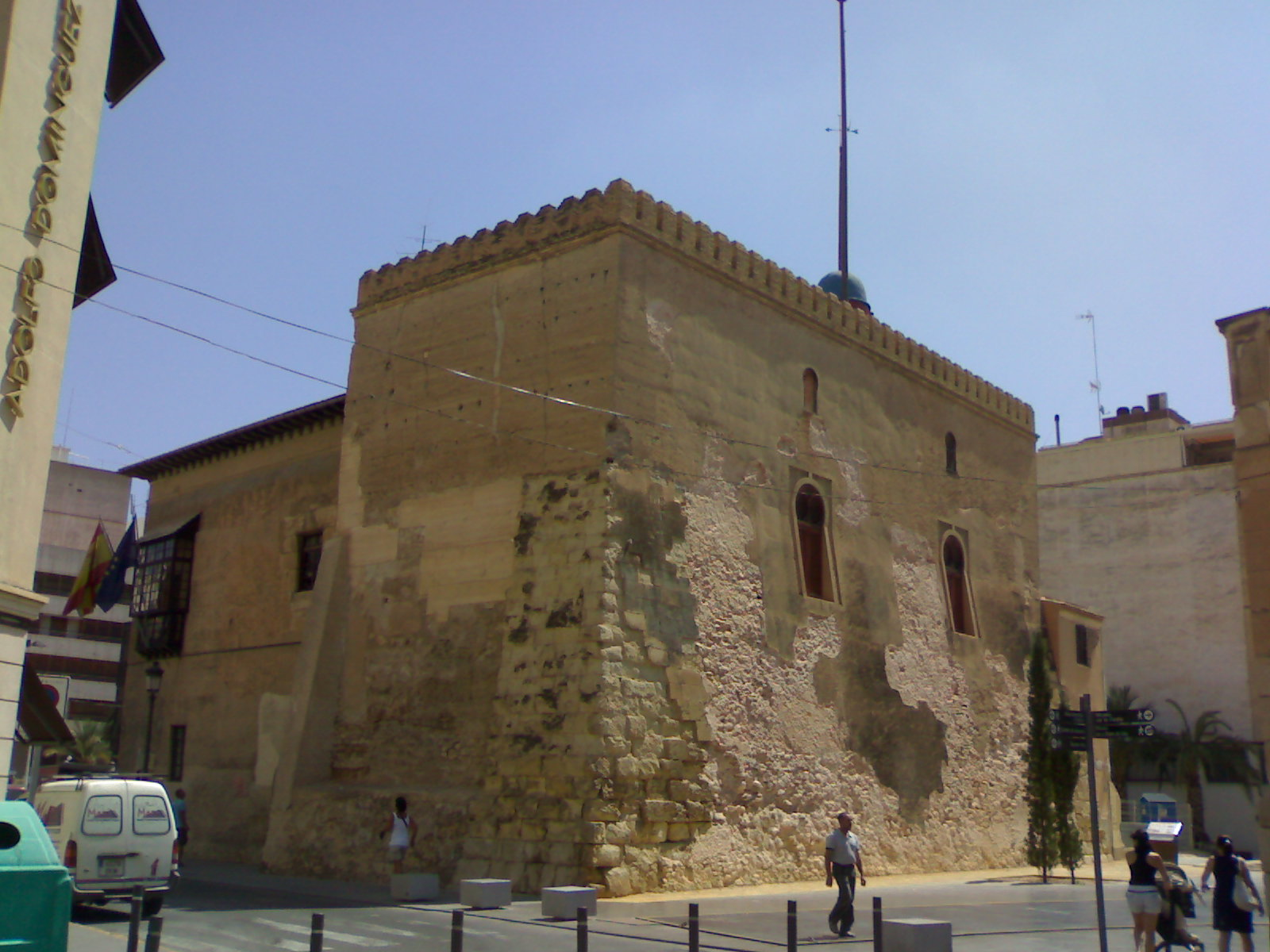
Torre de la Calahorra, fortificación almohade del

#### Basílica de Santa María
La Basílica Menor de Santa María o iglesia arciprestal de Nuestra Señora de la Asunción fue construida sobre la antigua mezquita de época musulmana, entre los siglos XVII y XVIII. Es un claro ejemplo del barroco español. Las obras se iniciaron en 1672 bajo la dirección de Francisco Verde, sucediéndole Pedro Quintana y Ferrán Fouquet. Sus tres portadas son obra del escultor Nicolás de Bussy entre 1680-1682. Durante la guerra civil, fue parcialmente destruida, siendo restaurada años después por el arquitecto ilicitano Antonio Serrano Peral. La capilla de la Comunión fue diseñada en 1782 por Lorenzo Chápuli. El tabernáculo del altar mayor fue realizado en mármol en la ciudad de Nápoles y diseñado por Jaime Bort.

#### Torre de la Calahorra
La torre de la Calahorra es una fortificación almohade de planta rectangular, edificada entre finales del siglo XII y principios del XIII. Formaba parte de la muralla que rodeaba la villa medieval y defendía la entrada que comunicaba con Alicante. Ha sido sede de la Subdelegación de Gobierno. En la actualidad alberga exposiciones de carácter eventual.

#### Torre del Consell
La torre del Consell es actualmente la sede del Ayuntamiento de Elche. Se encuentra en la plaza de Baix. Su construcción data del siglo XV.

#### Palacio de Altamira
El castillo-palacio de Altamira o alcázar de la Señoría, fue construido a finales del siglo XV por el noble castellano Gutierre de Cárdenas, primer señor de la ciudad, tras haber vuelto a la Corona con los Reyes Católicos, convirtiéndolo en su residencia habitual. Es probable que fuera construido sobre una obra anterior del siglo XII o XIII, que formaría parte de las defensas de la villa amurallada almohade. Perteneció a los Condes de Altamira.

#### Torre del Gall
Edificio de estilo modernista valenciano de influencia neomudéjar construido en 1928 por un indiano a su regreso de Cuba.

#### Cine Alcázar
Edificio obra del arquitecto ilicitano Antonio Serrano Peral en 1950, de estilo racionalista valenciano.

#### La crítica
El conjunto escultórico La crítica está ubicado en la plaza del Ayuntamiento de Elche y fue encargado al maestro Joan Castejón en 2005. Es una de las piezas más importantes entre las obras públicas del autor ilicitano.

### Puentes

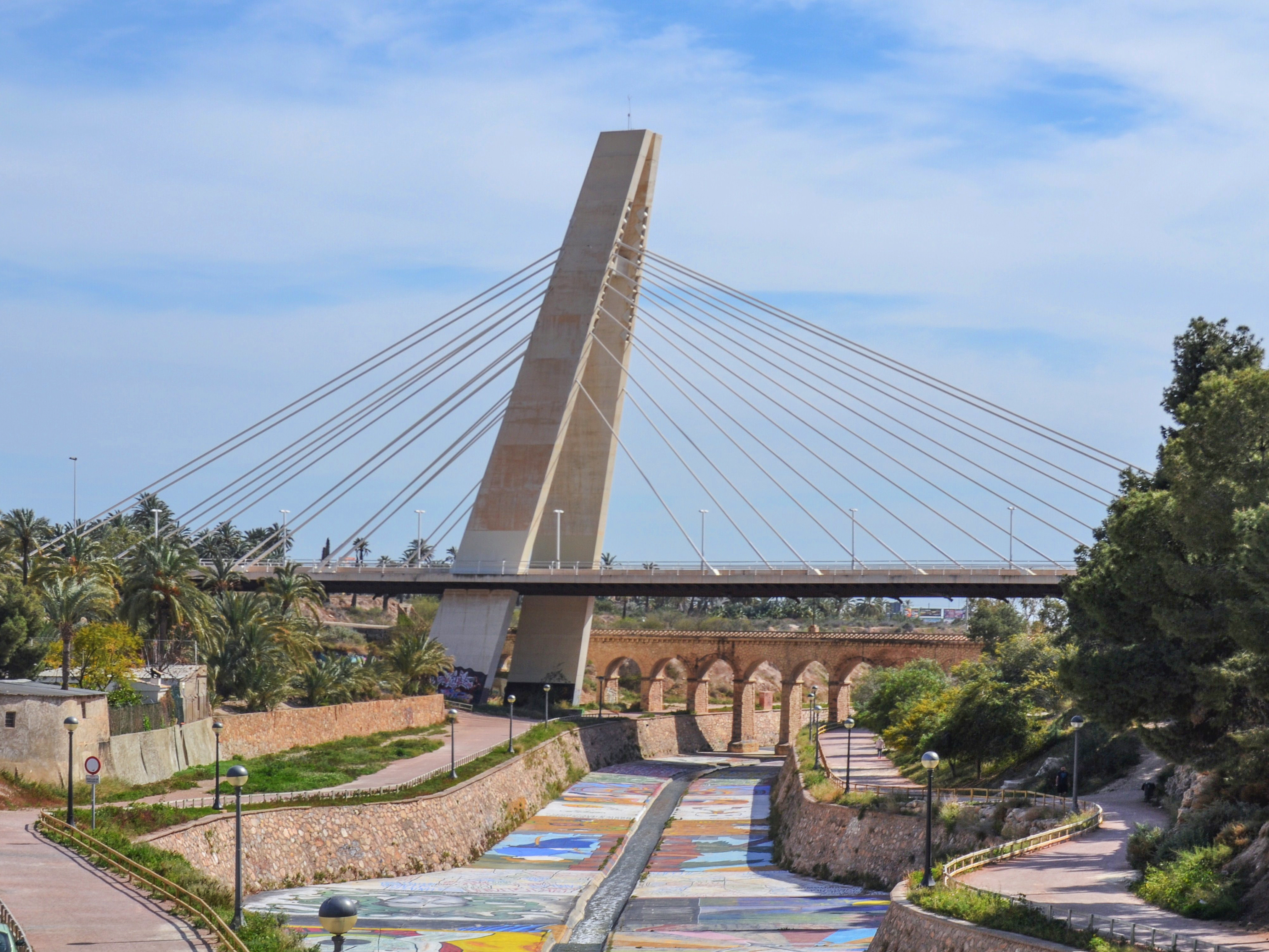
Puente de la Generalidad

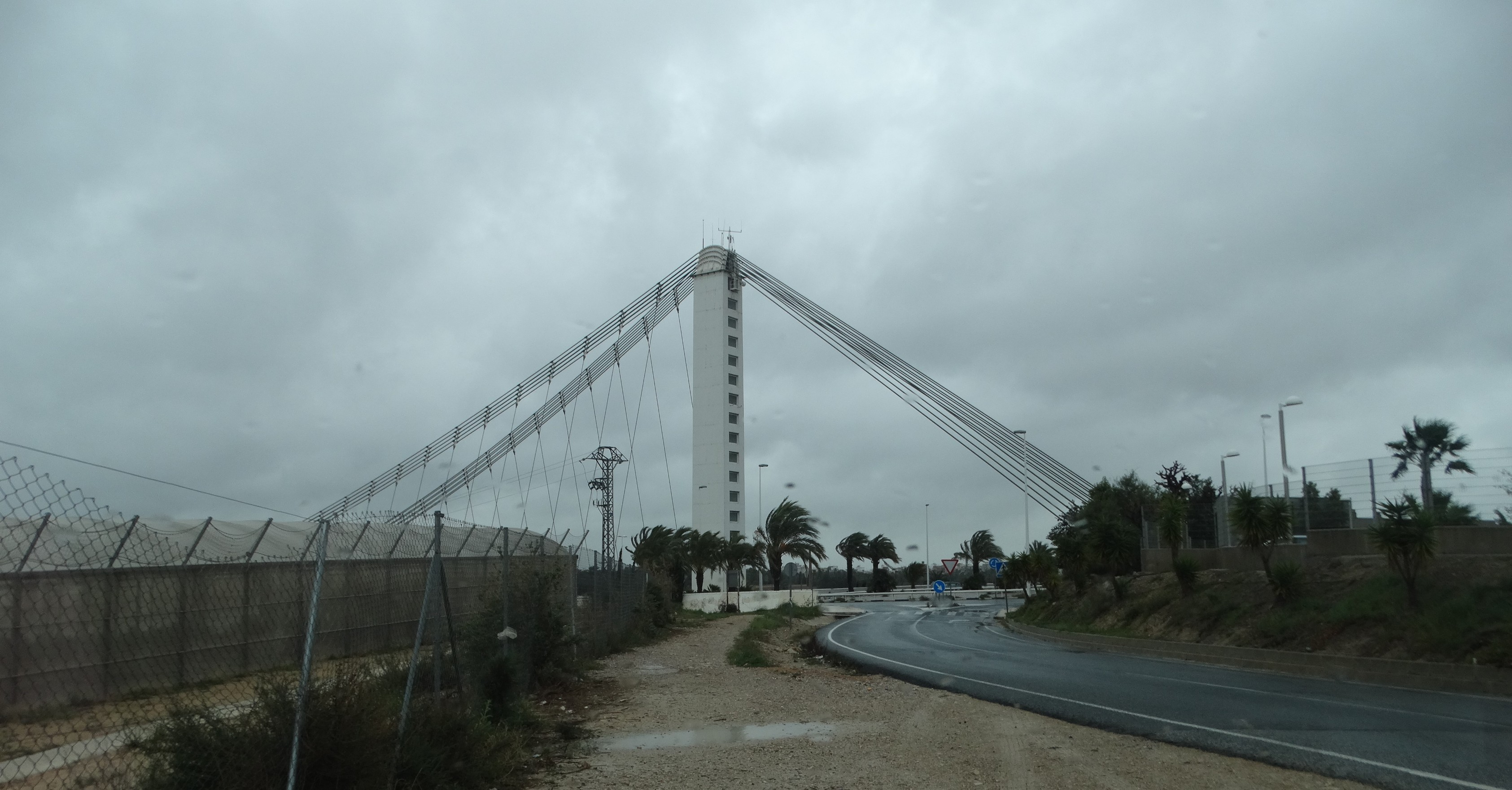
Puente del Bimilenario

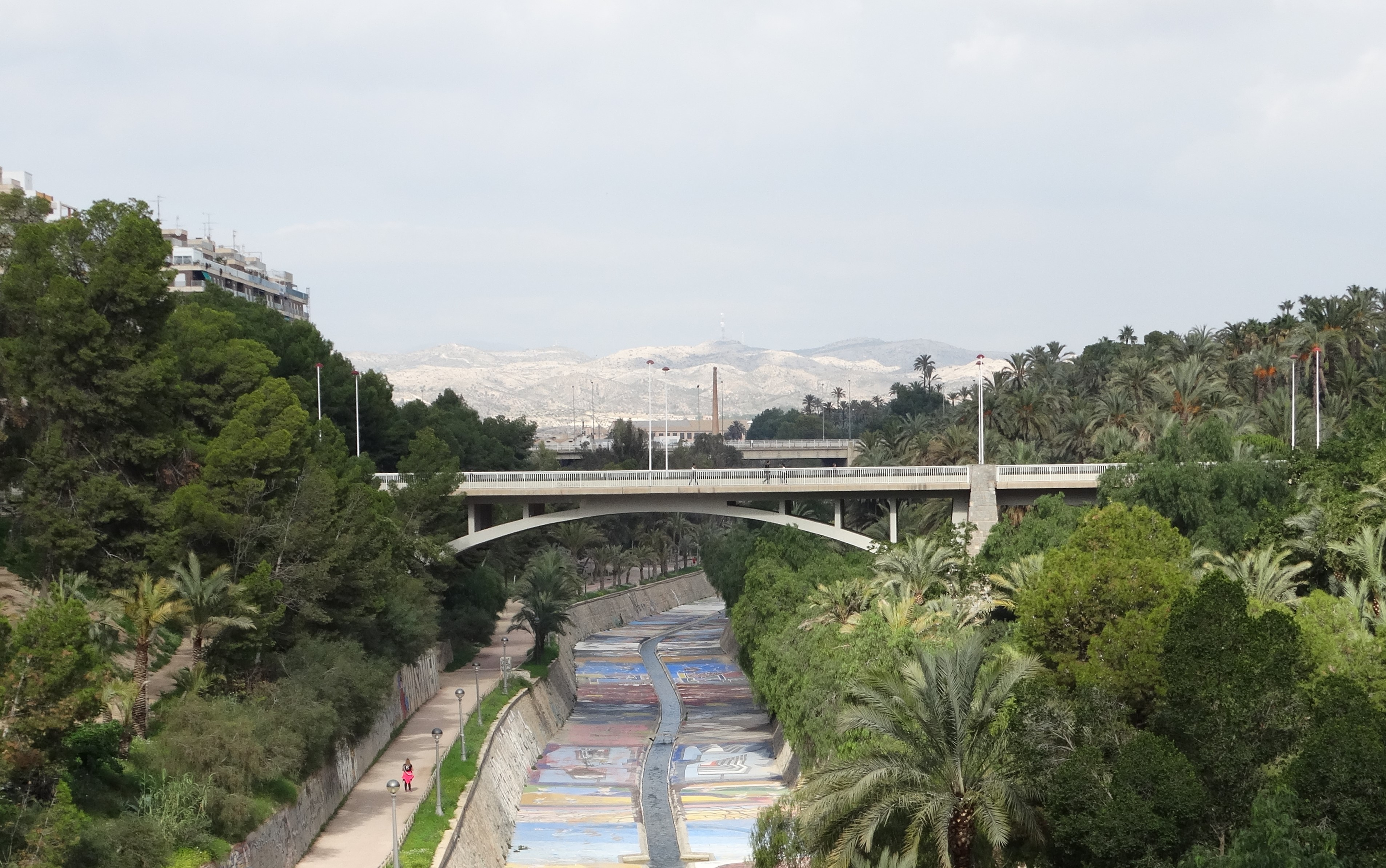
Puente del Palacio de Altamira

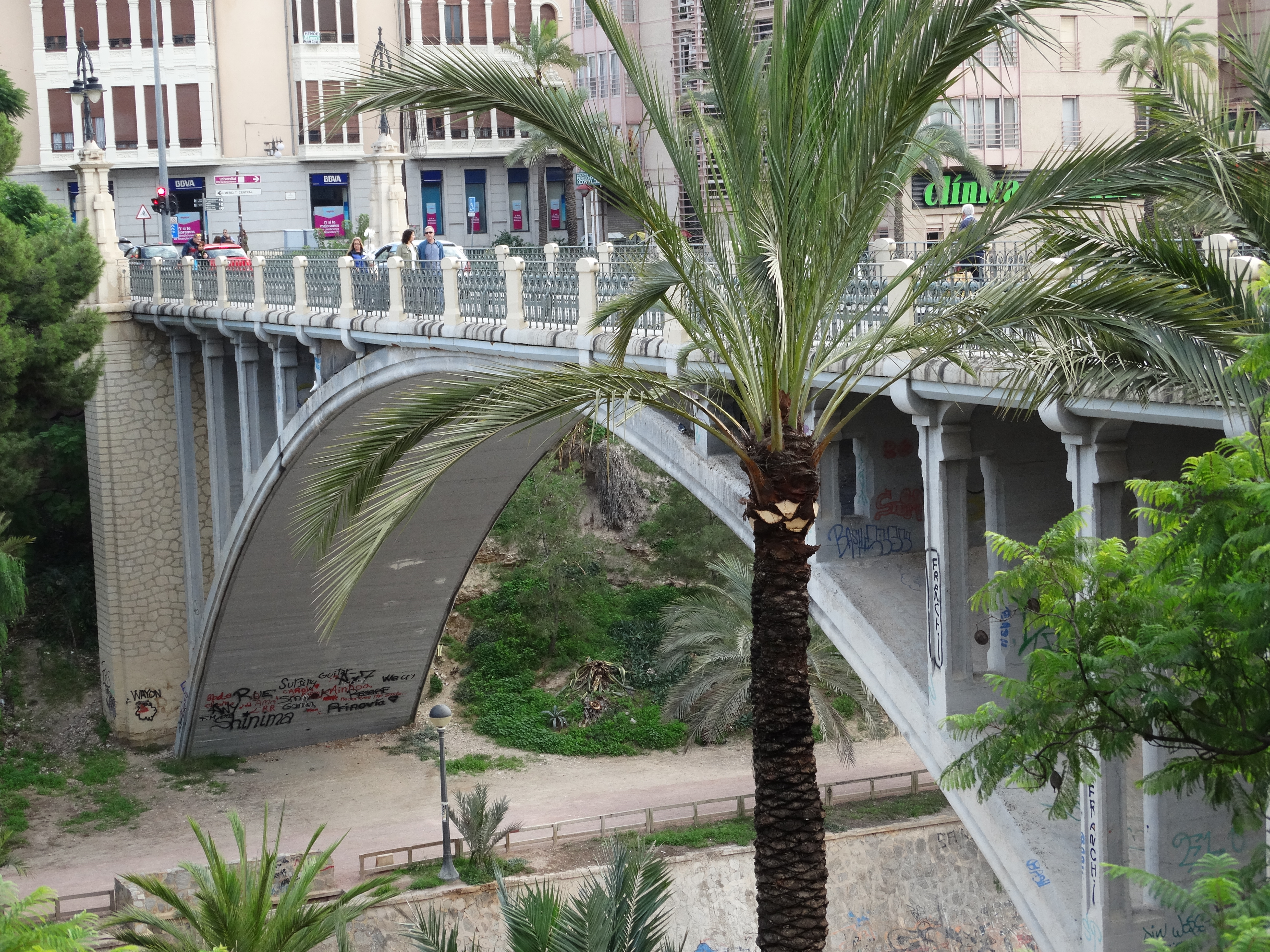
Puente de Canalejas

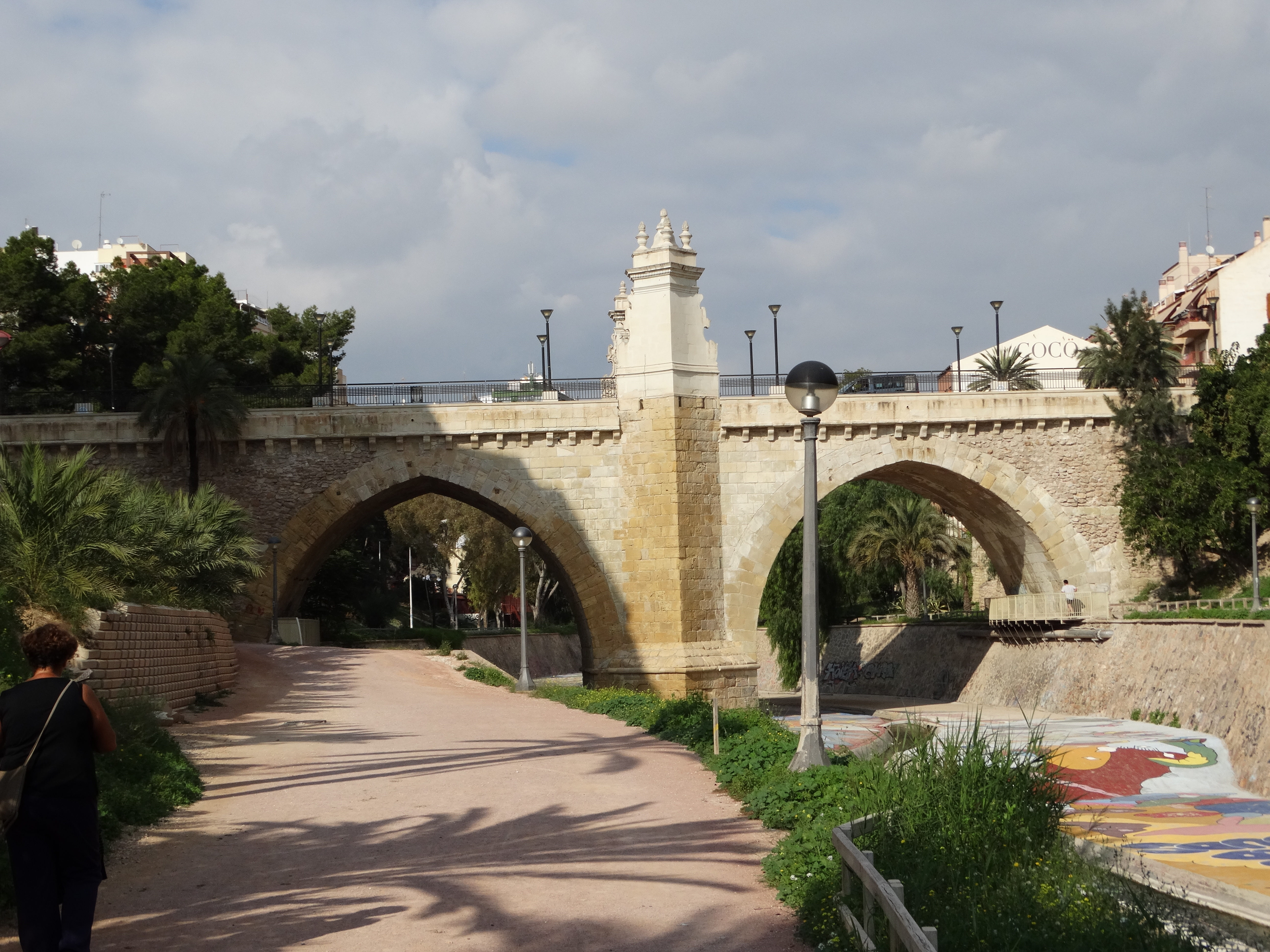
Puente de Santa Teresa

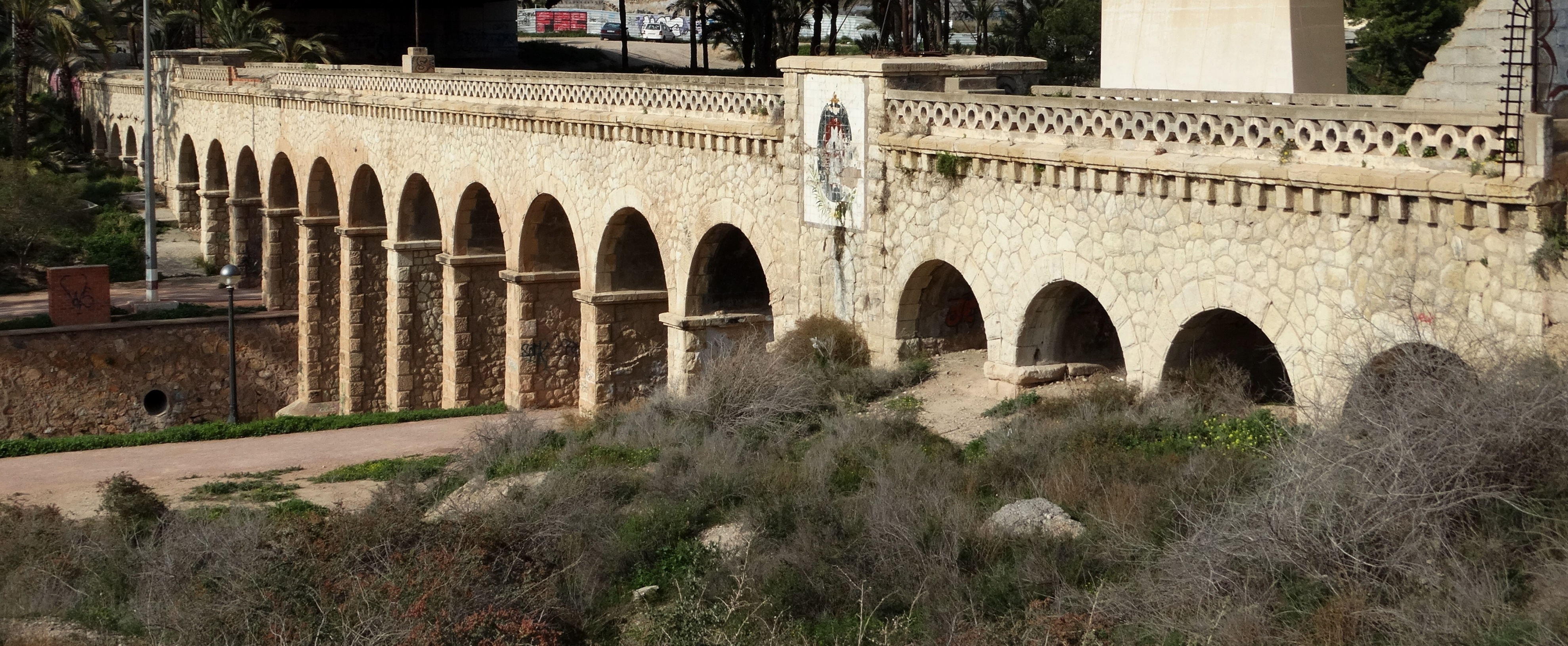
Acueducto de Riegos de Levante

A su paso por Elche, el profundo cauce del río Vinalopó, que llega a alcanzar los 100 m, divide la ciudad de norte a sur. Para salvar el desnivel, Elche cuenta con ocho puentes y dos pasarelas de peatones que atraviesan el cauce del río y que permitieron la comunicación y el crecimiento de la ciudad hacia el oeste, donde la principal vía de comunicación, la calle Reina Victoria, se convirtió en el eje comercial más importante de la parte nueva de la ciudad nacida a partir del boom industrial de las décadas de 1950 y 1960. Estos puentes, desde donde se puede tener una perspectiva del casco antiguo y de los jardines del cauce, son de norte a sur:
- Puente de la Autovía A-7
- Puente del Bimilenario
- Puente del ferrocarril
- Puente de Altamira
- Pasarela del Mercado
- Puente de Canalejas, o puente Nuevo
- Puente de Santa Teresa, puente de la Virgen, o puente Viejo
- Pasarela del pintor Vicent Albarranch
- Puente de la Generalidad Valenciana
- Puente de Barrachina
- Puente de la Ronda Sur
- Acueducto de Riegos de Levante

### Parques y jardines

#### El Palmeral
El Palmeral de Elche es una gran extensión de palmeras datileras dentro del casco urbano de la ciudad. Es el palmeral más grande de Europa y en el mundo solo le superan algunos palmerales árabes. Según la tradición, fueron los fenicios quienes introdujeron la palmera en estas tierras, aunque el trazado del Palmeral se consolidó durante la etapa musulmana. Jaime I dictó unas normas de protección que los sucesivos gobiernos han mantenido para evitar la destrucción del único palmeral de estas dimensiones en Europa y el más septentrional del Mediterráneo. Fue declarado Patrimonio de la Humanidad por la Unesco, en el año 2000. Aquí se puede leer traducida la descripción de la declaración que se puede consultar en la página de la Unesco:

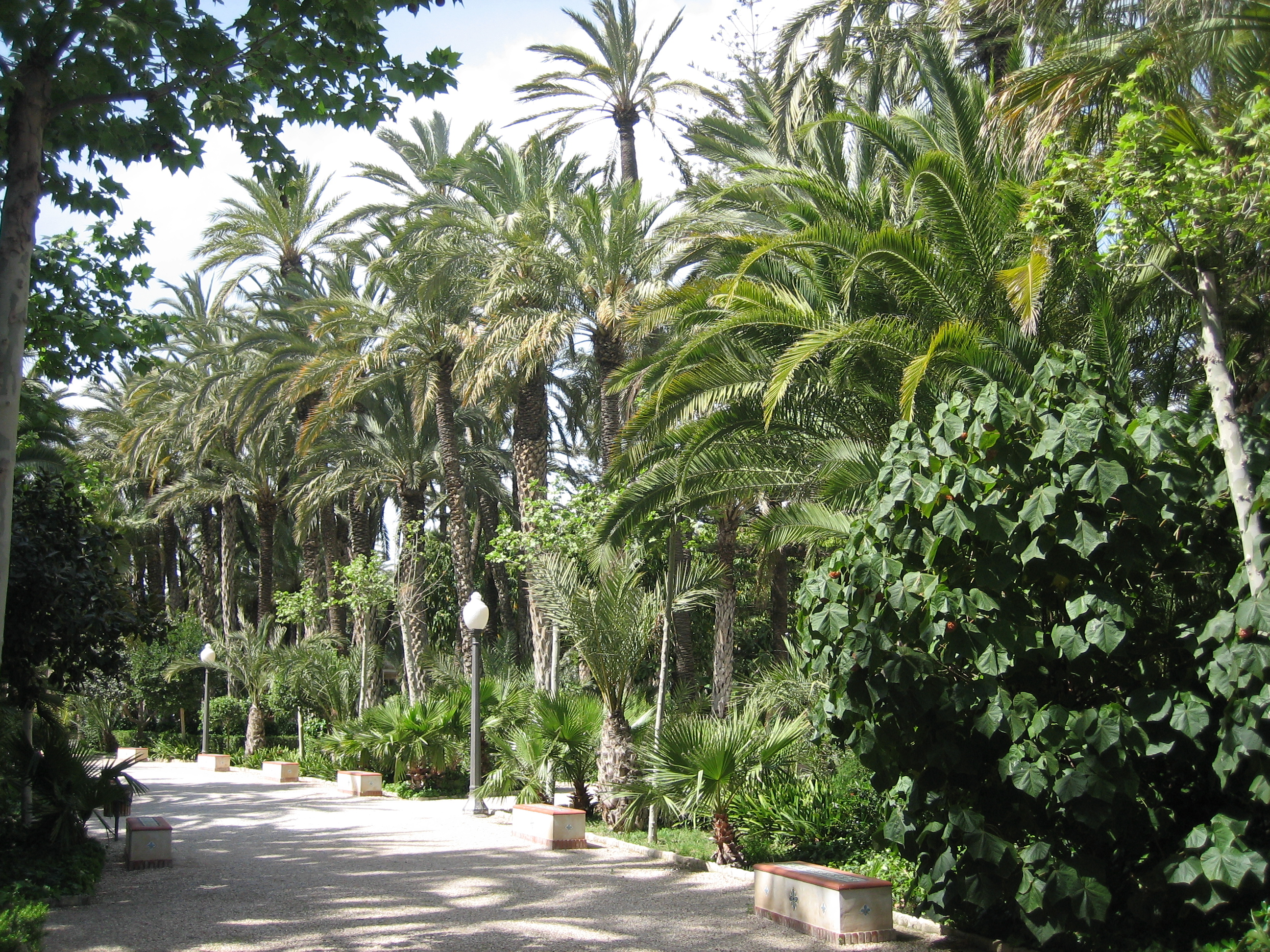
Conjunto de palmeras en el Parque Municipal de Elche

El paisaje de palmeras de Elche, con sus sistemas complejos de irrigación, fue establecido en la época de la construcción de la ciudad islámica de Elche, aproximadamente a finales del siglo X, en el momento donde gran parte de la península ibérica era árabe. El Palmeral de Elche es un oasis, un sistema de producción agrícola sobre terrenos áridos y un ejemplo único de las prácticas agrícolas árabes en el continente europeo. La cultura de la palmera datilera se practica en Elche desde la época ibera, hacia el siglo V a. C.
UNESCO

#### Parque Municipal
Entre los huertos más célebres se encuentra el Parque Municipal, de inspiración árabe, con fuentes y paseos donde conviven cisnes, ánades y palomas. Todo el conjunto se completa con el teatro al aire libre de La Rotonda y el parque infantil de tráfico.

#### Huerto del Cura

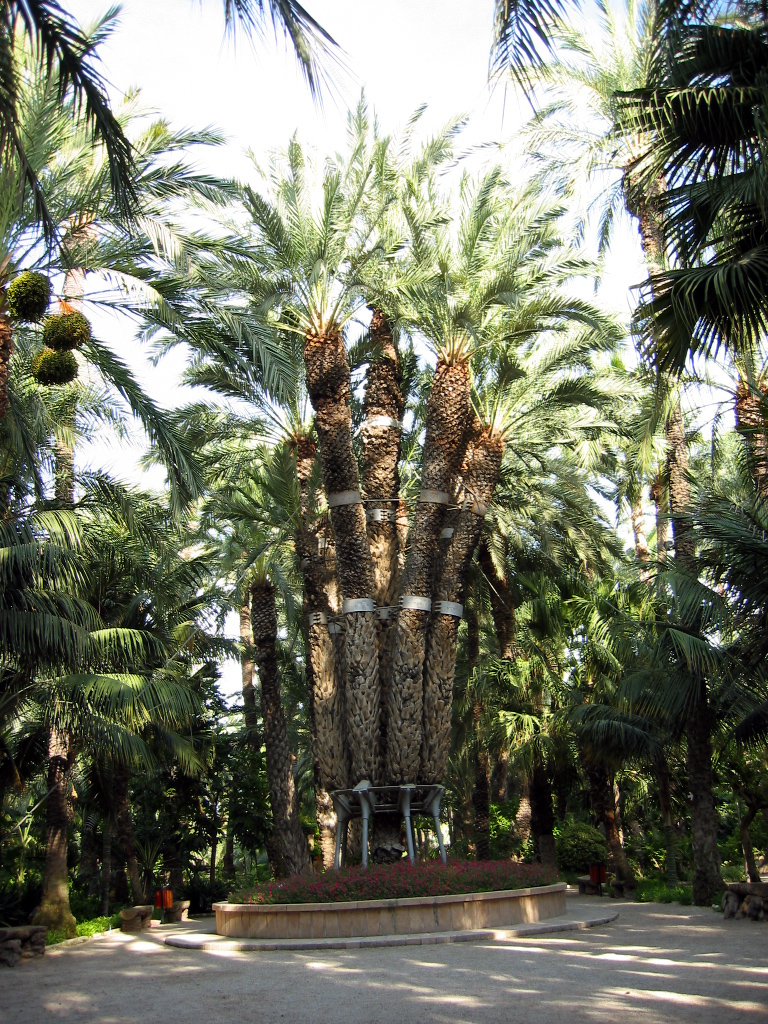
La Palmera Imperial en el jardín botánico del Huerto del Cura

El Huerto del Cura es un jardín botánico de unos 13 000 m², densamente poblado de palmeras. Forman parte de la colección botánica plantas de los huertos mediterráneos, como granados, azofaifos, naranjos, higueras y limoneros, a los que se han ido añadiendo con el tiempo plantas de origen subtropical y una colección de cactus. Debe su nombre al capellán José Castaño Sánchez, que fue su propietario hasta el año 1918.
La popularidad de este huerto se inició el año 1873 con un fenómeno no muy corriente, pues en ese año comenzaron a brotar del tronco de una palmera macho muchos hijuelos a la altura de 1,80 m, a primeros del presente siglo los hijos quedaron reducidos a siete, con lo que la palmera quedó tal y como puede verse en la actualidad.
En el año 1894 llegó al puerto de Alicante Elizabeth de Wittelsbach, esposa del emperador Francisco José de Austria y Hungría, viajó a Elche, en donde le enseñaron el huerto. De 1940 a 1958 su propietario fue el intelectual erudito ilicitano Juan Orts Román que, gracias a sus esfuerzos en 1943, el jardín fue declarado como Jardín Artístico Nacional. El mismo día en que apareció en el Boletín Oficial del Estado la proclamación de Jardines Artísticos Nacionales de La Alhambra y El Generalife, se otorgaba el mismo galardón al Palmeral de Elche.

#### Parque del Filet de Fora
El parque del Filet de Fora tiene una extensión de 50.000 m². Se encuentra situado entre la calle que le da nombre y la de Curtidors, a escasos minutos del centro histórico. Cuenta con diversas especies vegetales como palmeras, árboles frutales autóctonos y arbustos que rodean un estanque central. Este parque surgió de la restauración y agrupación de los antiguos huertos de palmeras. En el interior del parque hay instalaciones deportivas como pistas de fútbol, baloncesto, caliche y petanca.

## Cultura

### Espacios escénicos culturales

#### Gran Teatro
El Gran Teatro de Elche es un espacio escénico construido a principios del siglo XX, siendo el arquitecto Alfonso Garín. Fue inaugurado en 1920 con el nombre de Teatro Kursaal. El interior de la sala es de forma de herradura, donde se encuentra un patio de butacas enfrente del escenario y dos anfiteatros con palcos en los laterales. A principios de los años noventa, el edificio fue adquirido por el ayuntamiento, pasando a ser de titularidad municipal. Tras una reforma, el teatro fue reinaugurado el 16 de mayo de 1996 por la reina Sofía. Se encuentra en pleno casco histórico de la ciudad, muy próximo a la Glorieta. El Gran Teatro alberga todo tipo de espectáculos de teatro, danza y música.

#### Centro de Cultura Contemporánea L'Escorxador
Inaugurado el 7 de noviembre de 2008 en las instalaciones del antiguo Matadero de Elche construido en la década de 1940, es un espacio de 5000 m² orientado al público joven. El complejo está dividido en cuatro pabellones: en el primero hay ubicado un espacio escénico con más de 150 butacas, destinado para albergar espectáculos de artes escénicas, sonoras y visuales; el segundo pabellón llamado La Nau (La Nave en castellano) alberga la sala multiusos donde se celebran exposiciones de artes plásticas, como también ensayos abiertos y representaciones especiales de performance, teatro y música; en el tercero se encuentran los locales de ensayo disponibles para su alquiler, préstamo o cesión para las artes sonoras; el cuarto pabellón es el más amplio de los cuatro y alberga los diferentes talleres que dispone el centro y una pequeña sala de exposiciones temporales llamada Sala Lanart. Además de los pabellones, el centro dispone desde 2009, de una terraza en la que se pueden realizar actuaciones y proyecciones al aire libre.

#### Sala Cultural La Llotja
La sala se ubica en las instalaciones remodeladas de la antigua lonja de frutas y verduras del barrio de Altabix construida entre 1941 y 1942. Fue inaugurada el 12 de abril de 2008 y en ella se realizan espectáculos de danza, teatro y música destinados a un público joven, así como graduaciones escolares y otros eventos que puedan realizarse en ella. En época de elecciones, es utilizada como colegio electoral.

### Museos

#### Museo Arqueológico y de Historia de Elche Alejandro Ramos Folqués

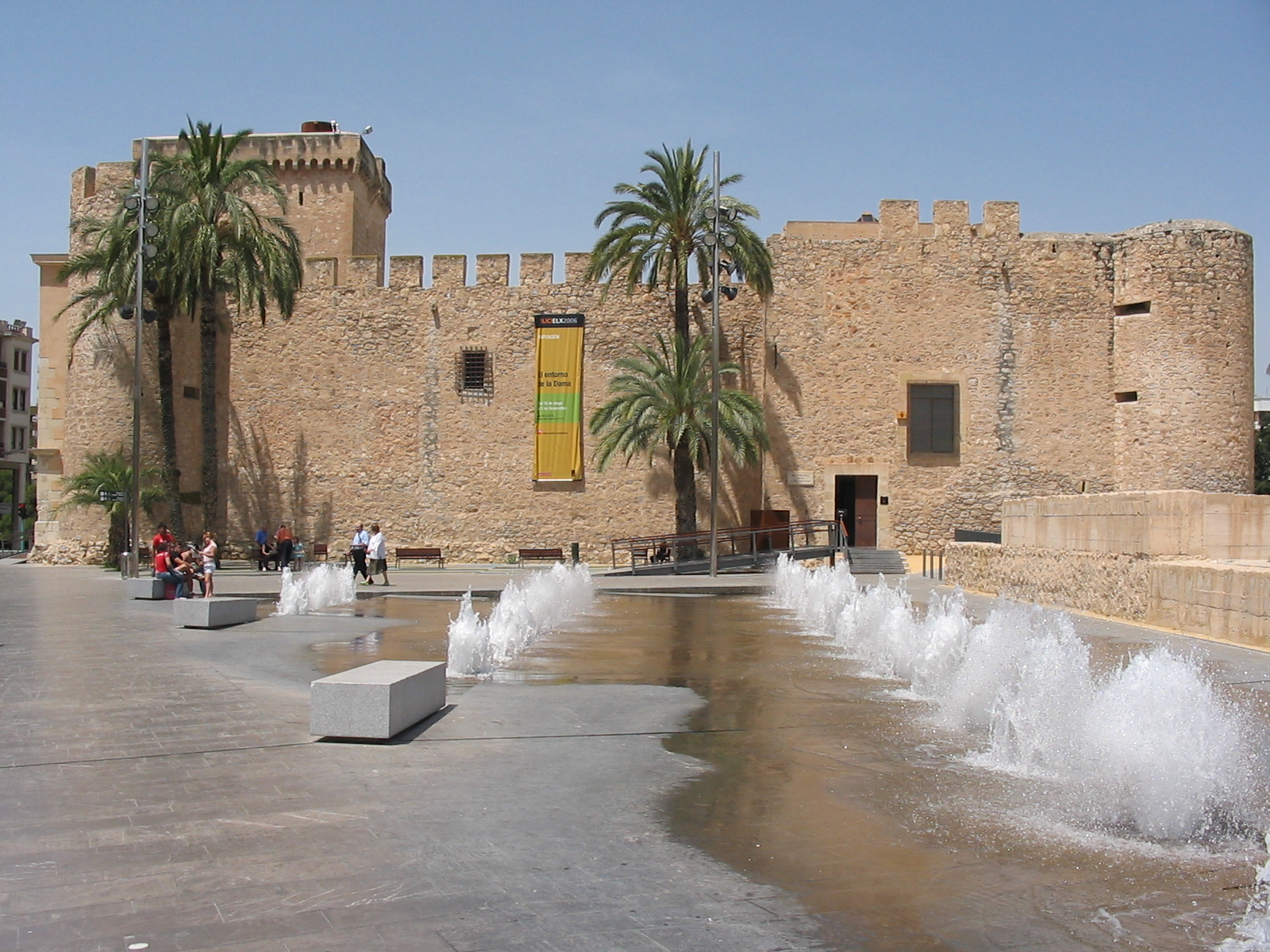
El palacio de Altamira, sede del Museo Arqueológico y de Historia

El Museo Arqueológico y de Historia de Elche Alejandro Ramos Folqués (MAHE) se ha convertido en un referente arqueológico a nivel regional de gran importancia. Situado en el interior del palacio de Altamira, en el centro histórico de Elche y muy cercano a la basílica de Santa María, fue inaugurado el día 18 de mayo de 2006 con una gran exposición sobre la cultura ibérica entre la que se encontraba la Dama de Elche, una de las piezas más significativas del arte ibero cedida temporalmente por el Museo Arqueológico Nacional durante seis meses (del 18 de mayo al 1 de noviembre de 2006).

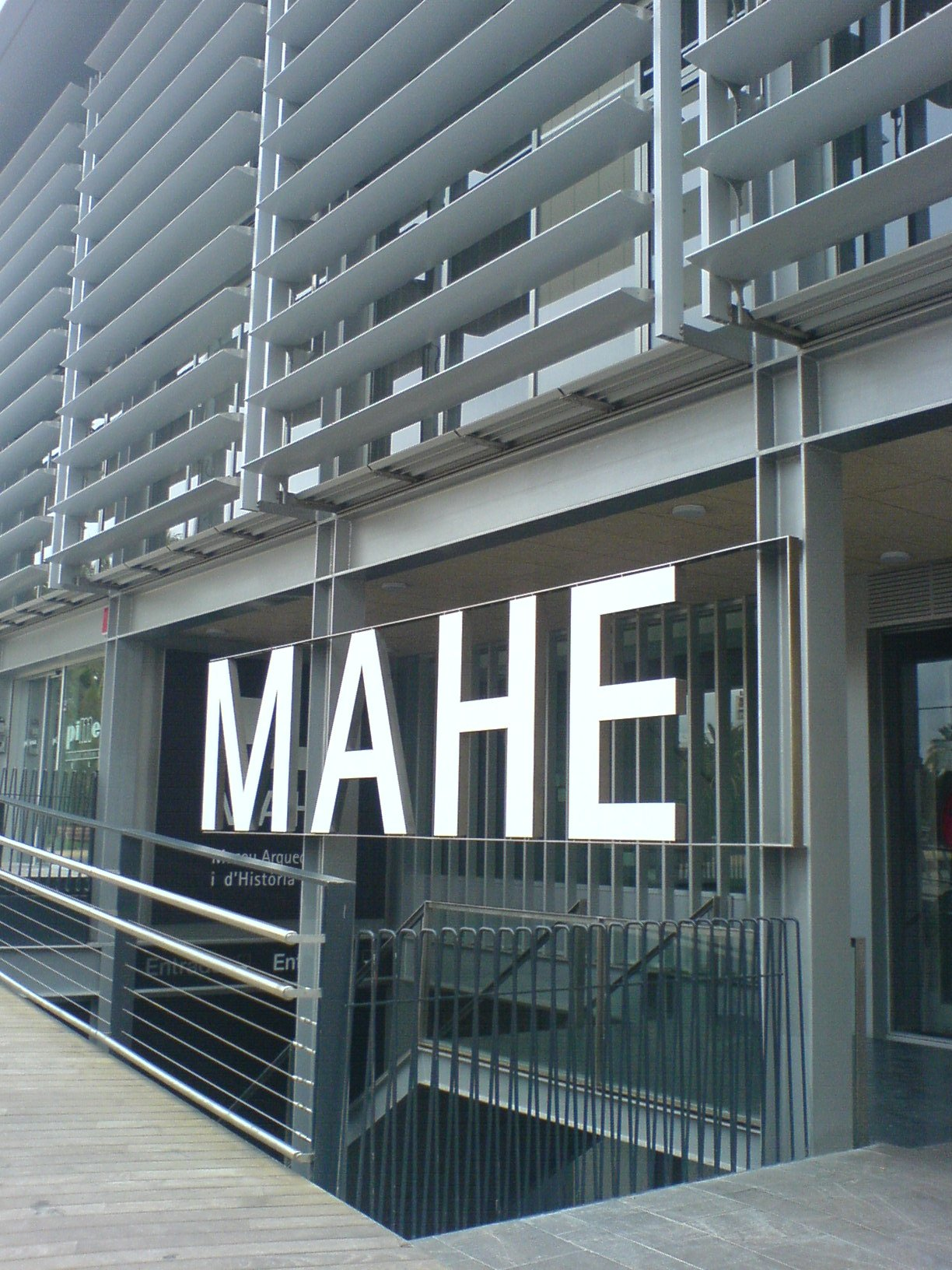
Entrada al Museo Arqueológico y de Historia de Elche

Como exposición permanente, el museo ofrece una visión general sobre las distintas etapas que han ido dándose en la ciudad, como son el Neolítico, la Edad del Cobre, la Edad del Bronce, la etapa ibera, el proceso de romanización, la época visigoda y el asentamiento islámico (actual emplazamiento de la ciudad) hasta la actualidad.
Los restos arqueológicos proceden, entre otros, de los yacimientos de La Alcudia, del parque de Elche (situado en uno de los jardines de la ciudad y que ha proporcionado importantes restos escultóricos) y de El Arenero de Monforte del Cid.

#### Museo de la Festa
El Museo de la Festa, sobre el Misterio de Elche, nació con la intención de mostrar la fiesta a los visitantes que llegan a la ciudad a lo largo del año. El museo se compone de dos salas: la primera donde se recoge la tradición escénica que envuelve el Misterio, como pueden ser carteles, maquetas, coronas, ropajes, guitarras... y otra más dinámica, donde las nuevas tecnologías utilizadas, combinan tanto imágenes visuales como olores y sonidos típicos de La Festa. Parte del museo está localizado en la que fue la Ermita de San Sebastián, asimismo muy ligada al drama asuncionista y restaurada con motivo de la creación del museo.

#### Museo del Palmeral

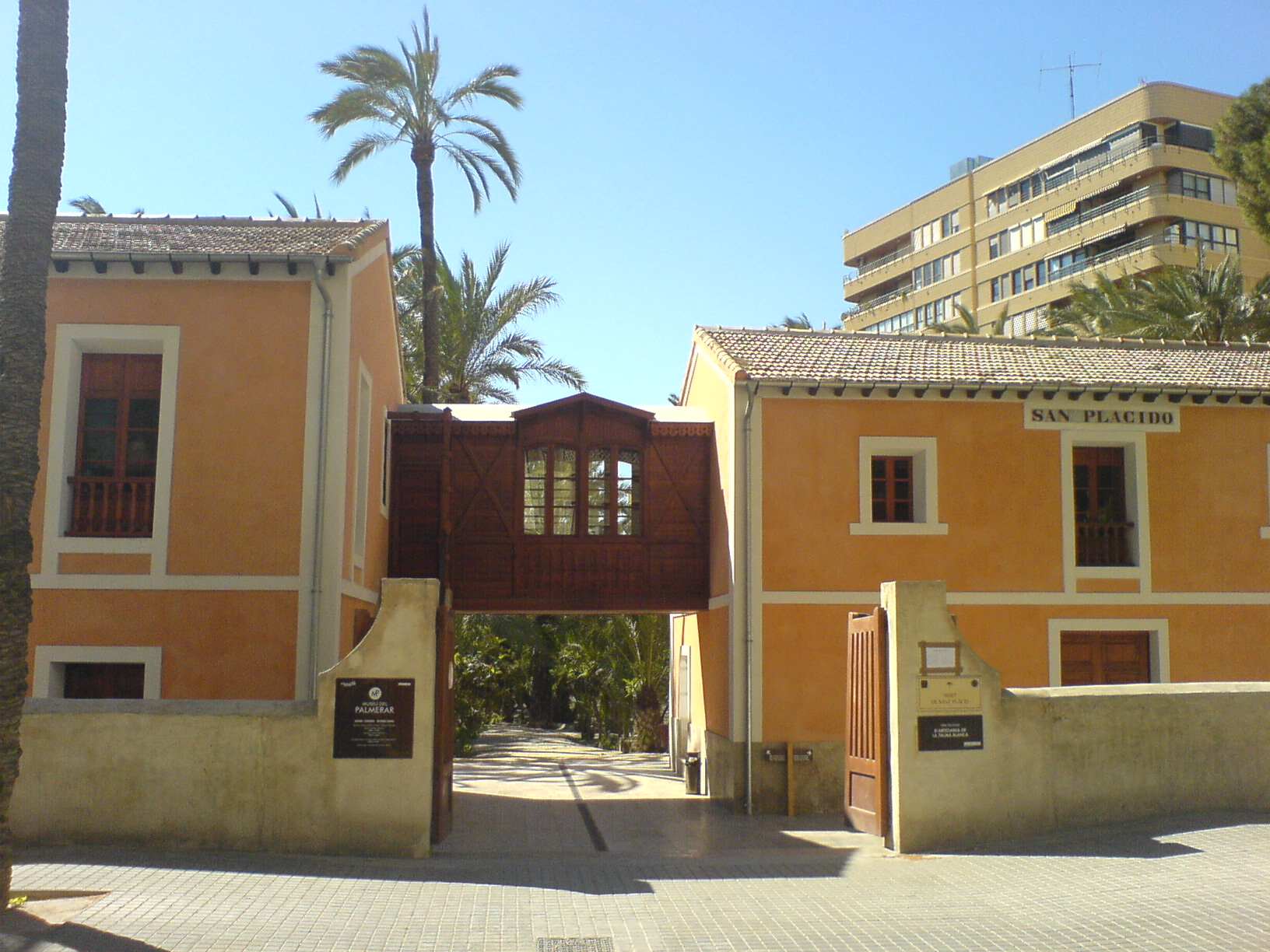
Museo del Palmeral

El Museo del Palmeral, se encuentra en una casa tradicional del Huerto de San Plácido, cerca del Huerto del Cura. El museo está dedicado a conocer la relación del municipio con los huertos de palmeras. Muestra los orígenes, historia, la cultura del palmeral, así como los usos y su evolución. En las salas muestra una visión de la historia del Palmeral por medio de vídeos, paneles, elementos expositivos y sonidos, que continúa con la visita al propio huerto exterior.

#### Centro de Cultura Tradicional Museo Escolar de Puzol

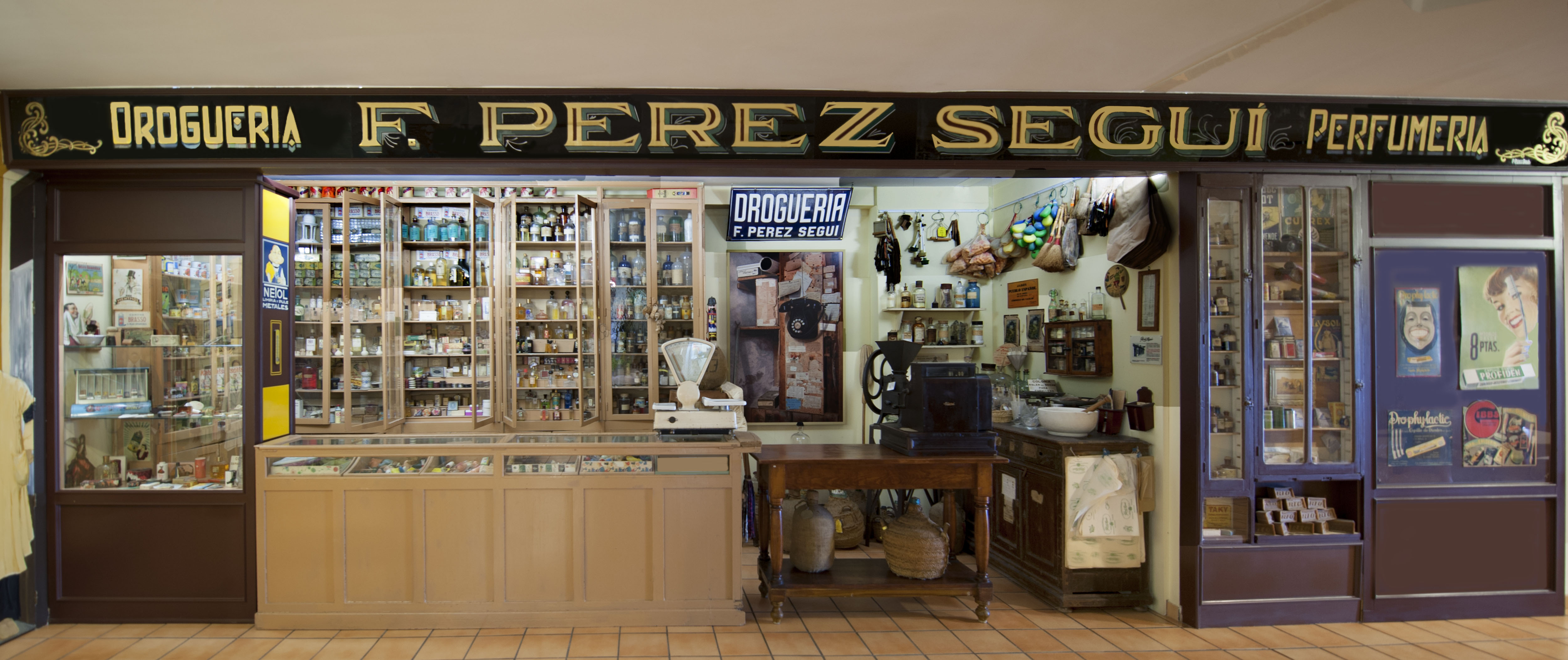
Museo Escolar de Puzol

El Centro de Cultura Tradicional Museo Escolar de Puzol nació en el año 1969 como una actividad ligada al proyecto pedagógico La Escuela y su Medio, que desarrollaba el estudio de los oficios y tradiciones del Campo de Elche. En él se albergan fondos únicos que recogen distintos aspectos etnológicos (agricultura, comercio, industria, folclore, tradiciones, etc.) disponibles para estudios científicos a todos los niveles. En 2009 fue incluido por la UNESCO en el Registro de Prácticas Excelentes en Materia de Salvaguarda del Patrimonio Cultural Inmaterial.
Además de estos, existen en Elche otros museos y lugares de interés:
- Museo Paleontológico en la plaza de la iglesia de San Juan.
- Museo de la Alcudia, situado en el yacimiento arqueológico donde se encontró la Dama de Elche.
- Museo de Arte Contemporáneo, en el barrio del Raval.
- Museo de la Virgen de la Asunción, Patrona de Elche (MUVAPE) museo dedicado a la Virgen de la Asunción.
- Centro de visitantes en el Parque Municipal, con proyecciones audiovisuales sobre la ciudad.
- Centro Municipal de Exposiciones, con exposiciones de carácter temporal.
- Centro de Exposiciones de la Lonja, situado en los bajos el ayuntamiento, alberga exposiciones de forma esporádica, principalmente de temas relacionados con la ciudad.
- Espai d'Art, se trata de un paseo junto al Parque Municipal donde podremos contemplar esculturas de arte contemporáneo.
- Los Baños Árabes, que se encuentran en el interior del convento de las Clarisas.

### Acontecimientos culturales

#### Misterio de Elche

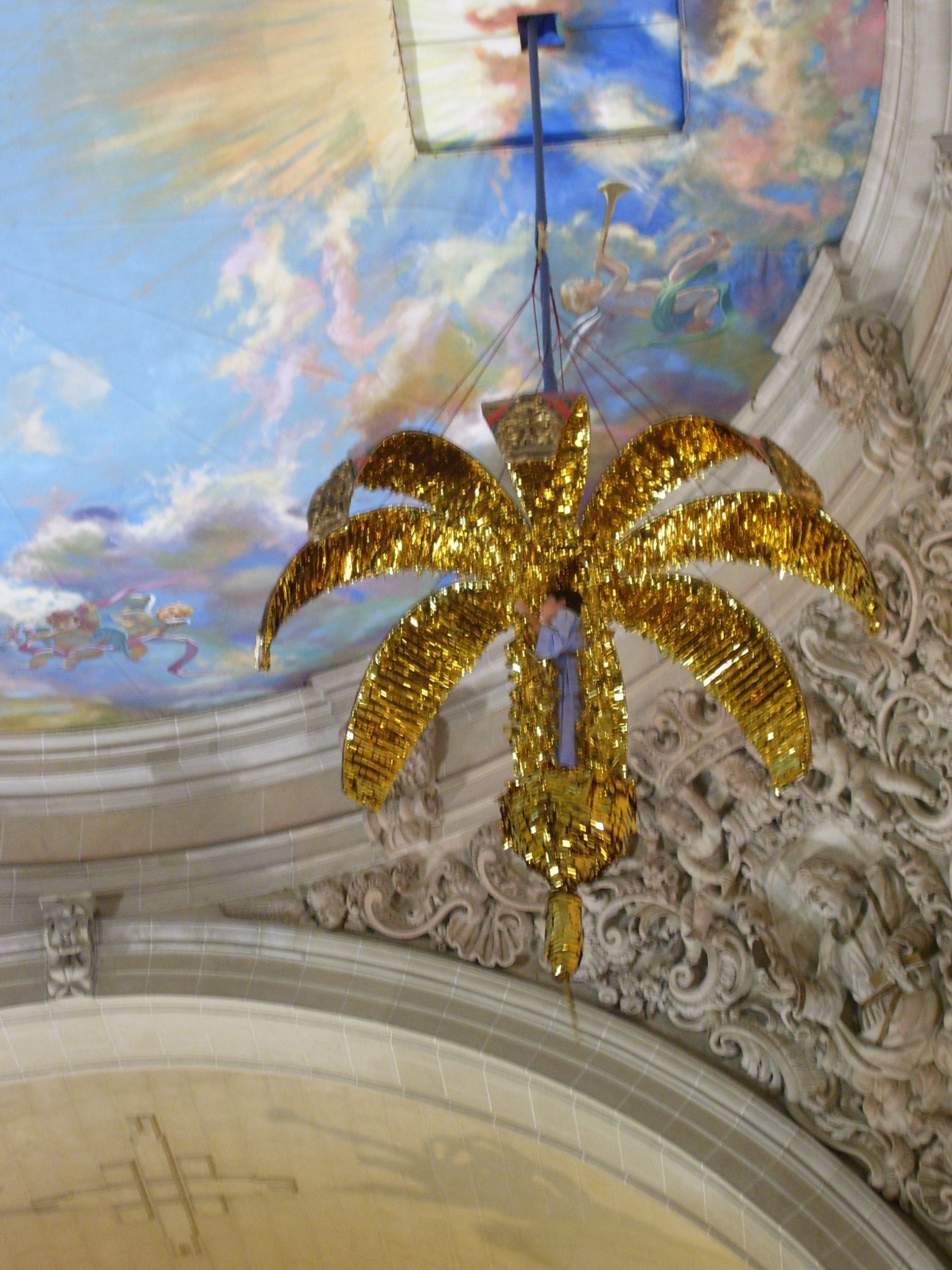
Descenso del ángel, Misterio de Elche

El Misterio de Elche es uno de los símbolos de identidad de la ciudad. Es un drama sacro-lírico que recrea la muerte, asunción y coronación de la Virgen María. Dividida en dos actos, la obra se escenifica cada 14 y 15 de agosto en el interior de la Basílica de Santa María. Se trata de la única obra en su género que ha sido representada desde el siglo XV hasta la actualidad, superando incluso el impedimento que supuso la prohibición de representar obras teatrales en el interior de las iglesias por parte del Concilio de Trento. Fue el papa Urbano VIII quien, en 1632, concedió al pueblo de Elche, a través de una bula, el permiso para continuar con dicha representación. El texto del Misteri, a excepción de algunos versos en latín, se encuentra íntegramente escrito en valenciano antiguo. Todos los personajes son representados por varones, tratando de respetar así el origen litúrgico-medieval de la misma, que prohibía expresamente la aparición de mujeres en este tipo de representaciones. Fue declarado por la Unesco como Obra maestra del patrimonio oral e inmaterial de la Humanidad en 2001.

#### Festival Internacional de Cine Independiente de Elche
El Festival Internacional de Cine Independiente de Elche es un encuentro cultural que se celebra en la ciudad desde 1978, en el cual se exponen los mejores cortometrajes realizados durante el año anterior de la esfera nacional e internacional. Las proyecciones son al aire libre y se desarrollan simultáneamente en el Hort del Xocolater, huerto del palmeral histórico de la ciudad y en una de las playas ilicitanas de Arenales del Sol.

#### Festival de Cine Fantástico de Elche
El Festival de Cine Fantástico de Elche, conocido popularmente como «Fanta Elx», se celebra cada año en Elche desde 2013 con el objetivo de proyectar cortometrajes de género fantástico y realizar actividades paralelas. Las proyecciones se realizan habitualmente en el Centro de Congresos Ciudad de Elche.

#### Muestra de Cine Joven de Elche
Certamen que se celebra cada año, desde 1997, durante el mes de abril en el marco del programa ALTERNACTIU para la promoción de jóvenes artistas. Lo promueve y organiza la Concejalía de Juventud del Ayuntamiento de Elche.

#### Festival Medieval
El Festival Medieval de Elche es un certamen que se celebra anualmente en Elche entre los meses de octubre y noviembre. Se celebra desde 1990. El festival combina espectáculos de calle y de sala, de música y teatro, de temática medieval. Entre las actividades que se realizan están conciertos de música medieval, obras de teatro, actuaciones, juglares de diferentes procedencias, espectáculos sobre el Quijote y Tirante el Blanco, espectáculo de magia de druidas, pasacalles, mercadillos medievales, ciclos de cine, talleres, etc. En el año 2014 el festival cumplió su XIX edición.

#### Festival de guitarra Ciudad de Elche
El festival de guitarra Ciudad de Elche fue creado en 1998 con la intención de difundir el repertorio guitarrístico en todos sus géneros, promocionando los lugares emblemáticos de la ciudad como el claustro de la iglesia de San José, así como facilitar el acceso de los nuevos intérpretes a las salas de conciertos. Del 24 de julio al 1 de agosto de 2014 se celebró la que fue la XVI edición.
Otros eventos son:
- Festival Internacional de Artes de Calle ElxalCarrer, que se celebra desde 2006 en junio[70]
- Festival Internacional de la Oralidad[71]
- Festival Diversa, de carácter LGTBI pionero en la Comunidad Valenciana creado en 2008
- Mestival o Semana Internacional de Música y Cultura Étnica y Mestizaje. Se celebraba anualmente entre mayo y junio desde 1996 hasta el 2005

### Fiestas populares

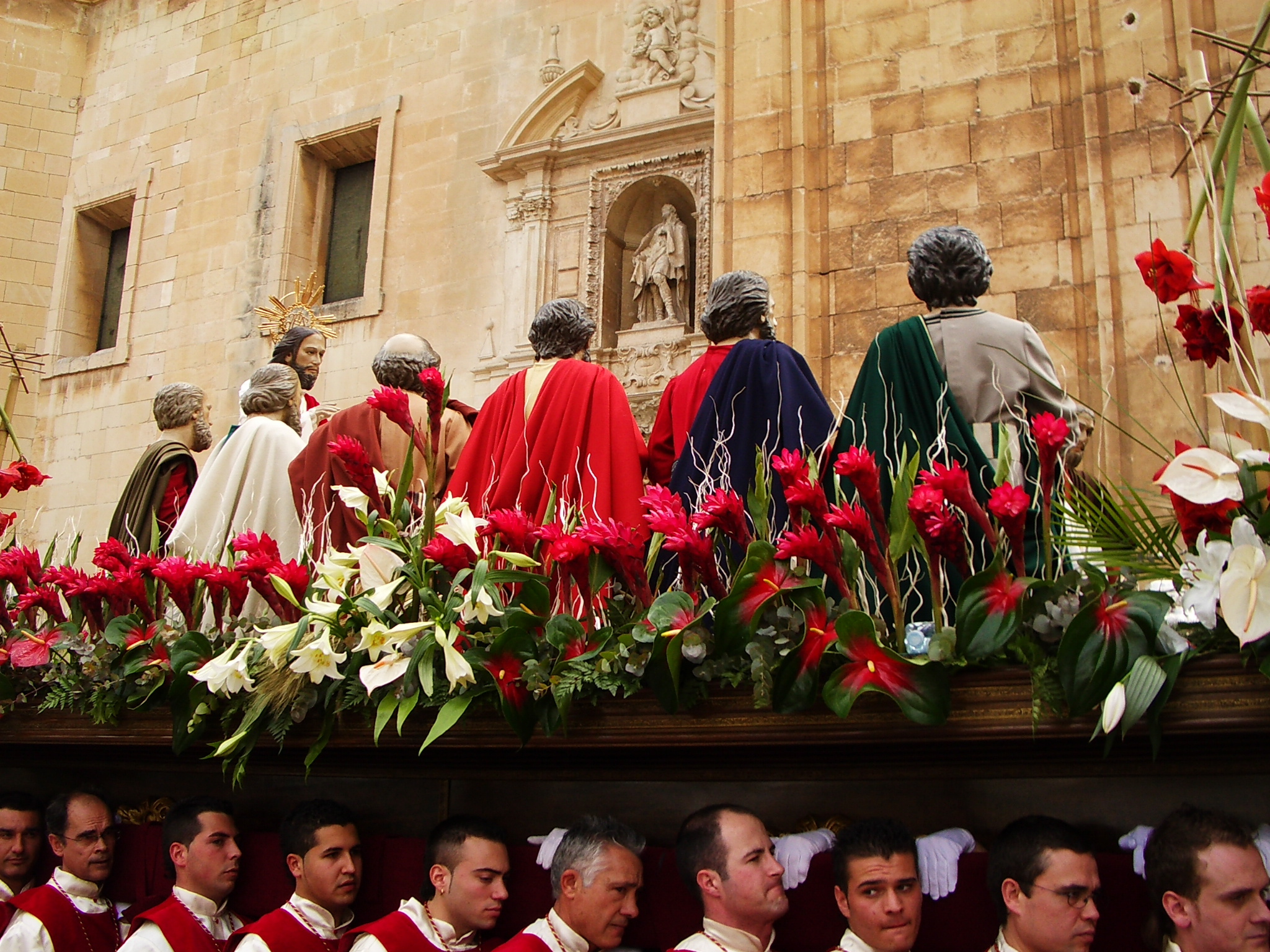
Semana Santa Ilicitana

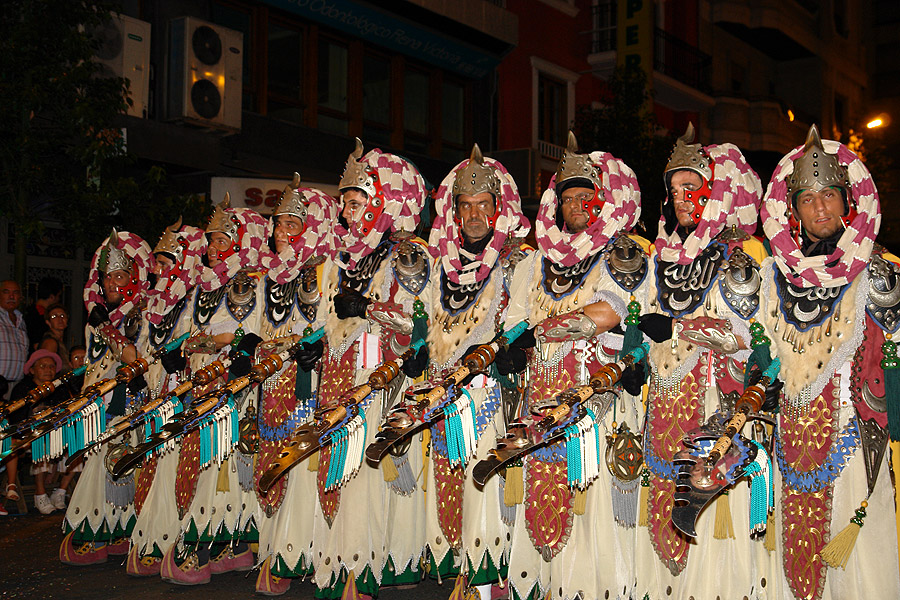
Entrada Mora de en las fiestas de los Moros y Cristianos

- 5 de enero: Quema de las hachas. Las hachas (atxes) son unas antorchas fabricadas con hoja de palma seca que los niños ilicitanos queman la noche del 5 de enero con el fin de indicar el camino a los Reyes Magos.
- Del 13 al 21 de enero: La festividad de San Antonio Abad se celebra en el barrio ilicitano que lleva el nombre de este santo, patrón de los animales. Se acostumbra a comer coca salada, se realiza la bendición de los animales y tiene lugar la romería del santo. Asimismo, la Federación Gestora de Festejos Populares de Elche organiza una serie de actividades (concursos gastronómicos, actividades infantiles, concurso de baile, la tradicional chocolatada, etc.).
- 3 de febrero: Procesión en honor a San Agatángelo, patrón de la ciudad.
- Semana Santa Ilicitana
  - Procesión del Domingo de Ramos. Fiesta de Interés turístico Internacional.
  - Domingo de Resurrección, Procesión de Gloria, de las Aleluyas.
- 17 de mayo: San Pascual Bailón
- 6 al 15 de junio: Feria de Abril
- 1 de agosto: La Crida a la Festa en el Estadio Manuel Martínez Valero, en la que las Damas y Reinas de las Fiestas de Elche anuncian la llegada de las fiestas a la ciudad y, posteriormente, se dispara una mascletà vertical y nocturna.
- 2 de agosto: Sorolls de Festa, un pasacalles donde las 19 comisiones festeras de la ciudad recorren las calles acompañados de bandas de música, culmina en el Hort de Baix con la entrega de diplomas y reconocimientos y un sopar de cabasset (muy extendida por el campo de Elche, una cena en la que participan numerosas personas y cada uno lleva aquello que desea consumir).
- 4 de agosto: Aniversario del descubrimiento de la Dama de Elche.
- Del 8 al 12 de agosto: Moros y Cristianos.
- 10 - 15 de agosto: Fiestas de agosto, en honor a la patrona la Virgen de la Asunción. Durante las fiestas tienen lugar numerosos actos, por ejemplo, el concurso de Mascletaes Festes d’Elx en la Avenida Alcalde Vicente Quiles, las actividades llevadas a cabo en el Ágora Heliketana (rotonda del Parque Municipal), a cargo de Pobladores de Elche (asociación histórico-artística), los conciertos que tienen lugar en la barraca municipal ‘Nits de Festa’, ubicada en la Universidad Miguel Hernández o la tradicional Batalla de las flores organizada por la Federación Gestora de Festejos Populares en la calle Albeniz.
  - 13 de agosto: Noche de la Alborada, o Nit de l'Albà, donde se lanza la tradicional palmera de la Virgen, que alcanza los 300 metros de altura e ilumina el cielo durante unos segundos. Declarada Fiesta de Interés Turístico Nacional.
  - 14 de agosto: Representación de ‘La Vespra’, primera parte del Misteri d’Elx en la basílica de Santa María, tradicional ofrenda de flores en honor a la patrona, la Virgen de la Asunción, y Nit de la Roà, donde miles de ilicitanos velan con cirios encendidos a la virgen, cuya imagen queda expuesto a la veneración de los fieles en el cadafal de la Basílica, realizando el mismo recorrido.
  - 15 de agosto: Procesión del entierro de la Virgen de la Asunción y Representación de ‘La Festa’, segundo acto del Misteri d’Elx, Fiesta de Interés Turístico Internacional, Obra Maestra del Patrimonio Oral e Inmaterial de la Humanidad.
- 31 de agosto: Lanzamiento de la palmera de fuegos artificiales de fin de mes, conocida popularmente como de 'San Ramón', desde la Basílica de Santa María.
- 25 de octubre: Romería en honor a San Crispín, patrón del gremio de los zapateros.
- Del 26 al 29 de diciembre: Fiestas de la Venida de la Virgen de la Asunción, patrona de la ciudad.

### Gastronomía

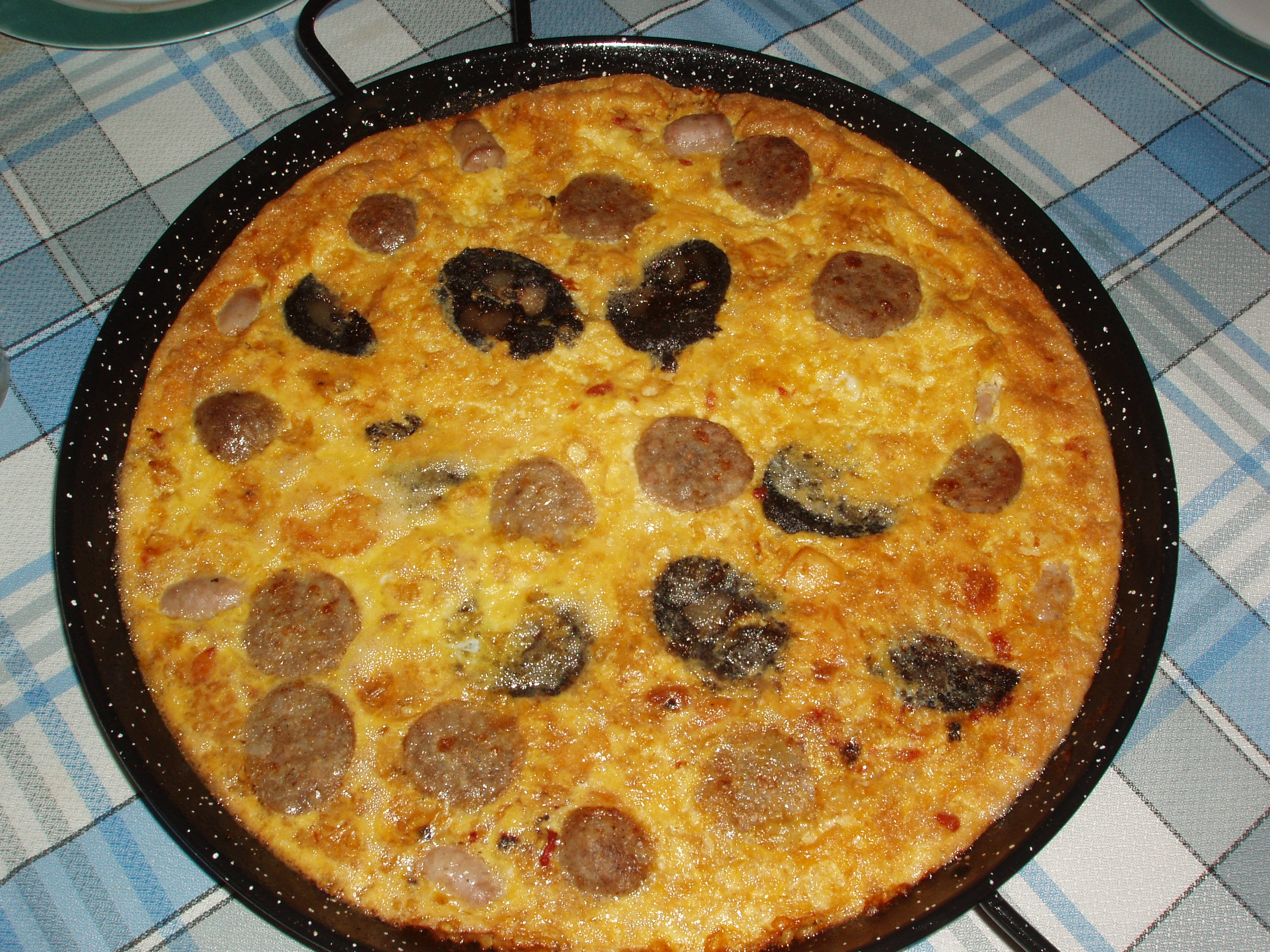
Arroz con costra, plato típico

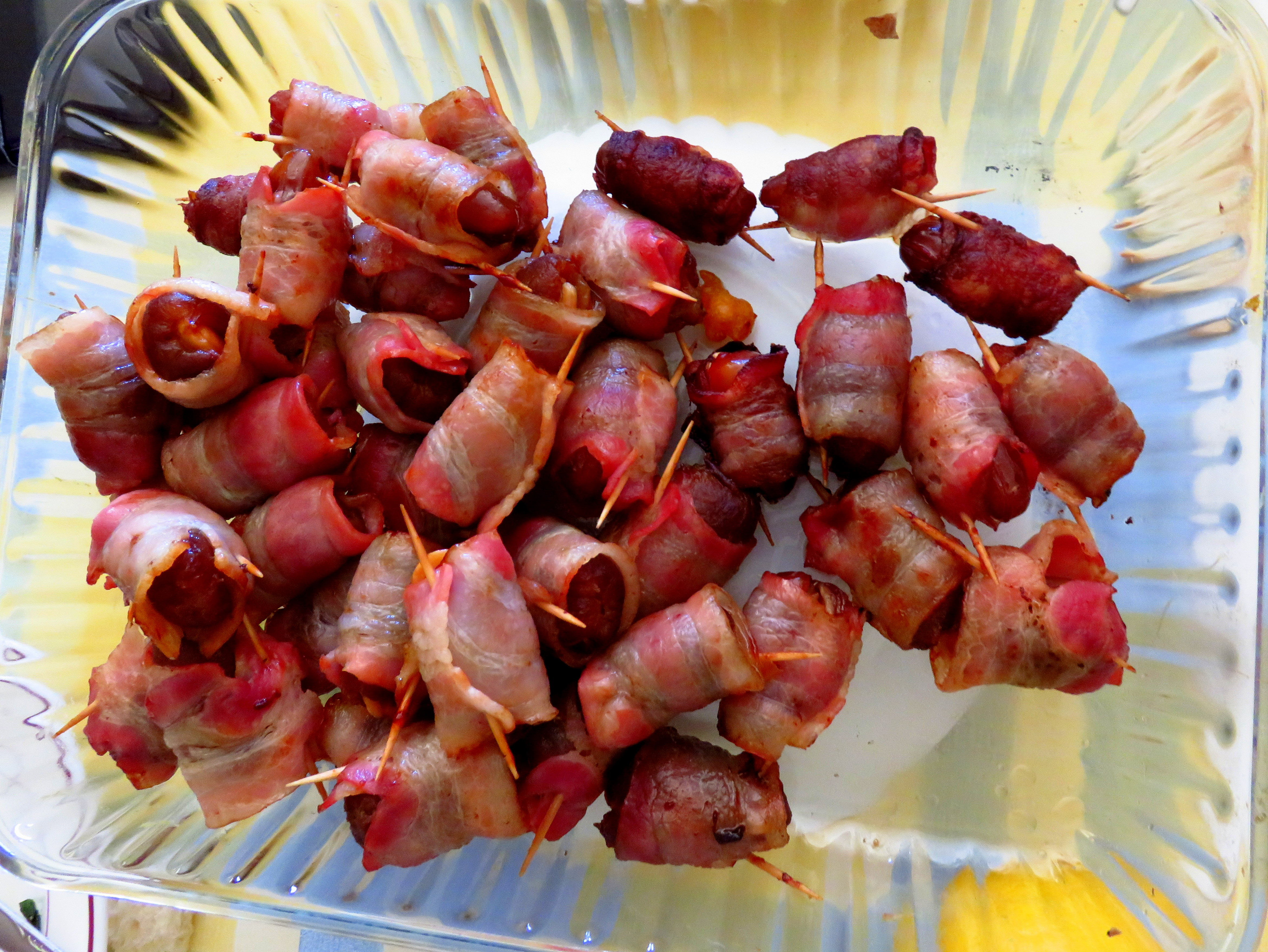
Dátiles con beicon

Unos de los principales platos gastronómicos es el arroz con costra, que se elabora en un perol de barro y cuyos ingredientes son el arroz, el conejo o/y pollo, embutidos diversos, aceite, sal, azafrán, huevo, tomate y garbanzos. Otros platos típicos de la gastronomía ilicitana son el arroz con conejo y caracoles y el tradicional puchero con pelotas, así como el mújol del Hondo con alioli. Como aperitivo cabe resaltar las delicias de Elche, que son unos entrantes formados por un dátil relleno con una almendra, envuelto a su vez por beicon frito, unificando las texturas y sabores.
Además, también se encuentra el plato llamado pipes i carases, compuesto principalmente de bacalao seco, ñoras y aceite. Como postres destacan los dátiles, las granadas, los higos y como dulces la tortada de Elche o el pan de higo, y las fogasetas que se elaboran en Pascua. En cuanto a dulces, destacar la tarta de Elche, que se trata de un bizcocho elaborado con harina de almendra, almibarado para evitar la sequedad, y recubierto con merengue por encima.

### Medios de comunicación

#### Periódicos
- Diario Información (edición local)
- Superdeporte[cita requerida]
- 20 minutos (edición autonómica)
- El Mundo (edición provincial)

#### Emisoras de radio
- Radio Elche Cadena SER Emisora Decana de la ciudad EAJ 53 (99.1 FM / 1539 OM)
- Es Radio Elche (Bajo Vinalopó) y Vega Baja (103.7 FM).
- COPE Elche (100.8 FM)
- Radio Marca Elche (101.4 FM).
- Onda Cero Elche (102.0 FM).
- Europa FM Elche (92.8 FM).
- Sol FM Elche (95.8 FM).
- Cadena 100 Elche (93.4 FM).
- Radio UMH Elche (99.5 FM).
- Kiss FM Vega Baja(Orihuela) (102.6 FM).
- Los 40 Principales Elche (94.8 FM).
- RNE1 Elche (92.5 FM/729 OM).
- Radio Clásica Elche (100.1 FM).
- Radio 3 Elche (94.3 FM).
- RNE5 Elche (104.2 FM).
- Loca FM Elche (104.6 FM).
- Radio Jove Elche (107.5 FM).
- Radio 4G Onda Ilicitana (104.4 FM).
- À Punt Ràdio Elche (98.4 FM).

#### Cadenas de televisión
- À Punt (cadena autonómica pública)
- 8 Mediterráneo (cadena autonómica privada)
- BOM Cine
- Tele Elx (cadena local)
- Información TV (cadena provincial)
- Elche TV (cadena local)

### Deporte

#### Instalaciones deportivas
La mayor parte de las instalaciones deportivas de la ciudad se encuentran concentradas en la ciudad deportiva Juan Ángel Romero, en el barrio de Altabix. Tiene una extensión de 150 000 m² y cuenta con el Estadio Díez Iborra donde juega sus partidos el CD Ilicitano entre otros equipos de la ciudad, otro de rugby, el pabellón polideportivo Esperanza Lag con capacidad para 2000 personas, una pista de atletismo, un frontón cubierto, pistas de tenis, entre otras instalaciones.

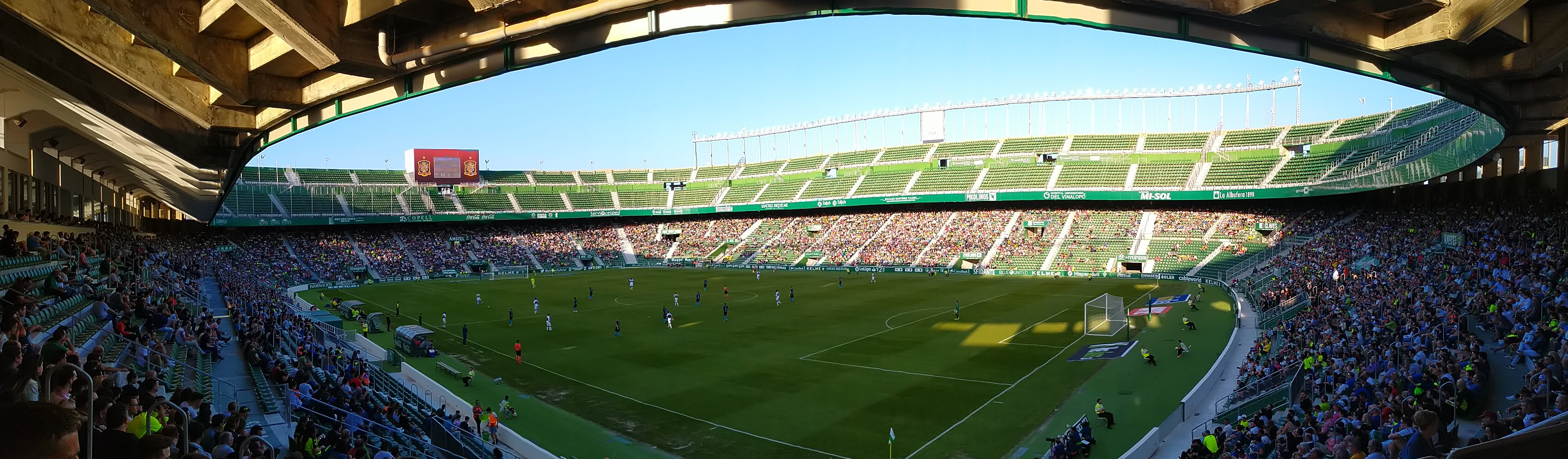
Estadio Manuel Martínez Valero, sede del Elche Club de Fútbol

Elche cuenta con el recinto deportivo de mayor capacidad de la provincia de Alicante y el segundo en la Comunidad Valenciana, llamado Estadio Manuel Martínez Valero. Alberga los partidos del Elche Club de Fútbol y, de manera ocasional, encuentros internacionales de la selección de fútbol de España. Fue sede de la Copa Mundial de Fútbol de 1982. También ha albergado partidos de la Selección española de rugby.
Recientemente se ha construido el Palacio de los Deportes con capacidad para 3500 personas, en el complejo deportivo de la Universidad Miguel Hernández, que además cuenta entre otras, con el primer campo de golf de césped artificial de la ciudad, pistas de fútbol sala y una piscina olímpica. También se espera para 2014 la inauguración del IFA Arena con capacidad para 15 000 personas, en el recinto ferial.
Elche cuenta, además, con distintas instalaciones deportivas por barrio, como pueden ser los polideportivos de Carrús, El Plá, Toscar, Los Palmerales y Altabix o el Parque Deportivo de Elche.

#### Eventos deportivos
Elche alberga cada año el Medio maratón, junto con el de Luxemburgo, más antiguo del mundo, llamado Media Maratón Ciudad de Elche, prueba creada por el ilicitano Manuel Jaén Guilló en 1964. En 2016 se celebró su XLIV edición.
El Trofeo Festa d'Elx es uno de los trofeos veraniegos de fútbol más antiguo de España, que se organiza cada año de manera ininterrumpida desde 1960. Fue creado en ese mismo año por el Ayuntamiento de Elche para conmemorar las fiestas de la ciudad, en honor a la patrona la Virgen de la Asunción, cada 15 de agosto. Un total de cuarenta y dos clubes de catorce países diferentes han participado en dicho trofeo, siendo el Elche C. F. quien disputa como local cada edición. En 2016 se celebró su LVII edición, siendo el Al-Rayyan Sports Club el actual campeón del torneo.
Cada año se celebra la Volta a Peu Ciudad de Elche. En 2011 iba por la XVIII edición.
Desde 2008 también se celebra en la ciudad la carrera de San Silvestre. El 31 de diciembre de 2016 se celebró la IX edición contando con más de 4000 participantes oficiales.

#### Entidades deportivas
- Elche Club de Fútbol, fundado en 1922 con la unión de varios clubes de la ciudad, entre ellos el Sporting y el Gimnástica de Elche. En la temporada 1958/59 logra su primer ascenso a Primera División, manteniéndose en esta categoría durante doce temporadas consecutivas. Su mayor éxito lo consigue en la temporada 1968/69 cuando accede a la final de la Copa del Generalísimo. Actualmente el club se ubica en la vigésimo cuarta posición de la clasificación histórica de Primera División, siendo el tercer mejor clasificado de la Comunidad Valenciana por detrás del Valencia Club de Fútbol y del Villarreal Club de Fútbol.[81]
- Club Femesala Elche, club de fútbol sala femenino, fundado en 1995, y que cuenta con cerca de 200 jugadoras que conforman los diferentes equipos en sus correspondientes categorías. En la temporada 2007/08 el equipo fue campeón de la Liga Nacional en la División de Honor y de la Copa de las Naciones de clubes campeones de liga, entre otros torneos. En total, el equipo ha conquistado 15 títulos oficiales desde el año de su fundación.[82]
- Club Atletismo Decatlón, surge en el año 1978 de la desaparición de la sección deportiva del Elche C. F. Del club han surgido atletas de relevancia deportiva como Sonia Quesada, Cristina Jover, Sandra Herbás, Saray Sarmiento, Pedro Hita, Juan Carlos y Pedro Antonio Esteso, Manuel Villalba, Julián Lozano, Jesús Sepulcre, Alberto Sánchez.[83]
- Club Juventud Atlética Elche.
- Club Voleibol Elche, campeón de la Copa del Rey de voleibol en 2003.
- Club Bimil·lenari Elche, equipo de fútbol sala femenino que milita en el grupo 3 de la división de plata.[84]
- Elche Club Rugby Unión, decano de la provincia de Alicante, fundado en 1969, llegó a militar en Primera Nacional. Juega sus encuentros en el estadio José Antonio Amorós Palao, en la Ciudad Deportiva.[85]
- Elche Club Natación, equipo masculino de waterpolo que milita en División de Honor de la Comunidad Valenciana.[86]

- Club Ilicitano de Tenis, antigua escuela de tenis Kelme situada en las instalaciones del polideportivo Altabix, al nordeste de la ciudad ilicitana. Actualmente el Club Ilicitano cuenta con más de 550 alumnos desde los 4 años hasta la edad sénior. Esta escuela se divide en dos partes, la escuela municipal y la escuela de competición.
- Elche Basket Club, creado en el 2010, alberga equipos desde la edad de pre-benjamín hasta sénior. Disputa competiciones a nivel autonómico, zonal y local. Cuenta con muchos colaboradores externos como la Fundación Pascual Ros Aguilar.
- Club Frontenis Elche, fundado en 1986, disputa competiciones oficiales a nivel nacional, territorial y provincial, que además tiene la Escuela Municipal de Frontenis que cuenta con un total de 75 alumnos/as desde categoría alevín hasta cadetes.
- Club Baloncesto Ilicitano, con 30 años de antigüedad y gran reconocimiento que siempre ha creado jugadores-personas y ha promovido el baloncesto en Elche proporcionando a los jóvenes de la ciudad diversión, deporte y salud.

Otros clubes de la ciudad son el Club Baloncesto Elche, el club Baloncesto Ilicitano, el Balonmano Elche Mustang, el Kelme Club de Fútbol, la UD Ilicitana y el Club Ilicitano Linces de fútbol americano.

## Ciudades hermanadas
La ciudad participa en la iniciativa de hermanamiento de ciudades promovida, entre otras instituciones, por la Unión Europea, habiendo establecido vínculos con varias ciudades, especialmente con la localidad oscense de Jaca desde 1983, donde se suele decir que cada jacetano lleva un ilicitano y una palmera en su interior.
- Boltaña, España
- Jaca, España[87]
- Monzón, España
- Kasukabe, Japón

- San Bartolomé de Tirajana, España[88]
- Toulouse, Francia[89]